# Circus Maximus
Pour les articles homonymes, voir Circus Maximus (homonymie).
Ne doit pas être confondu avec Cirque de Maxence.

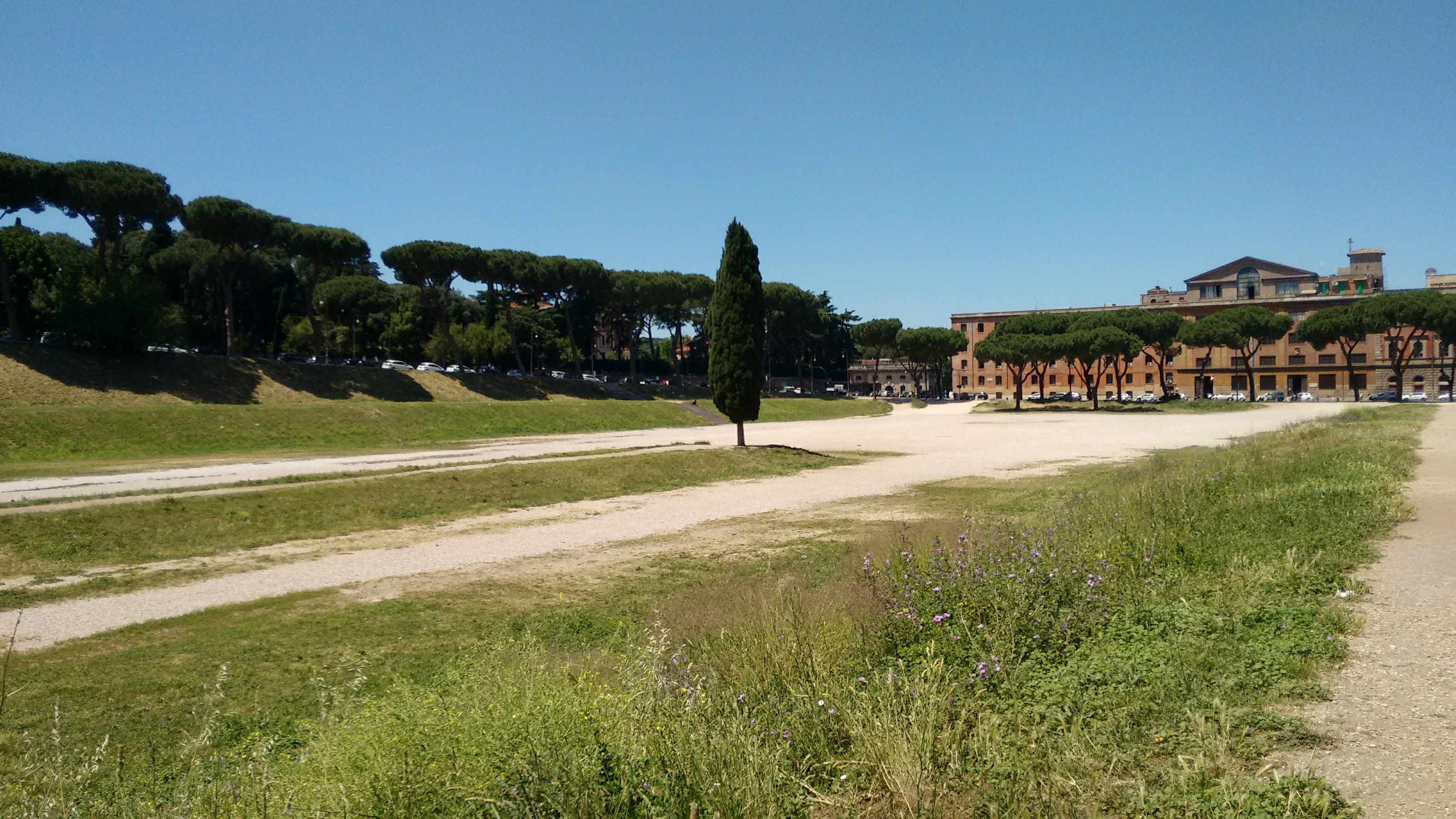
Vue de l'Ouest du cirque Maxime.

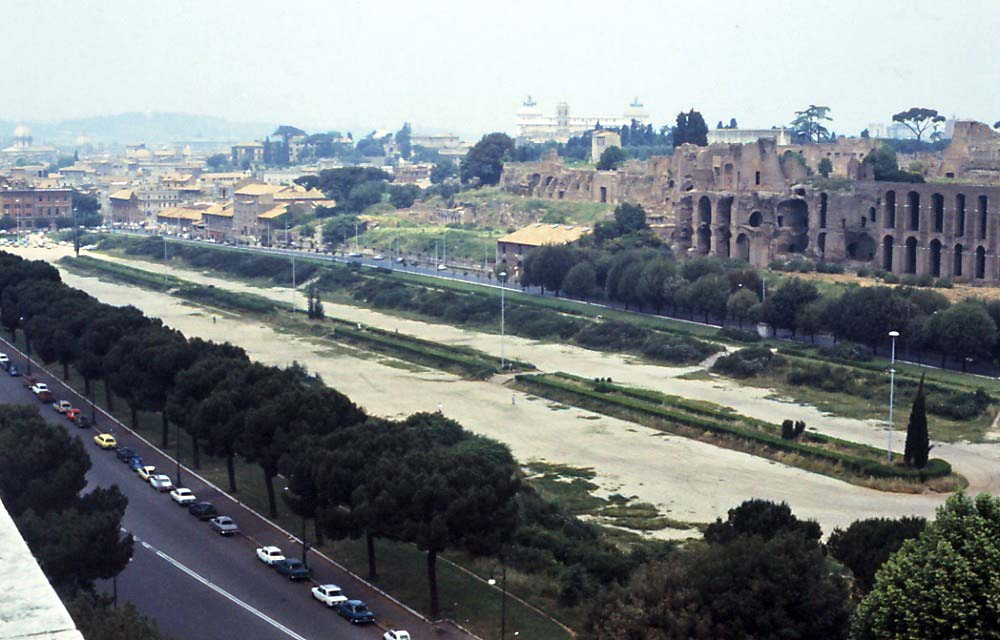
Vue d'ensemble du cirque Maxime depuis l'Aventin.

Le Circus Maximus (littéralement « le plus grand cirque » ou « le très grand cirque »), en français « Cirque Maxime » (et en italien « Circo Massimo »), est le plus vaste et le plus ancien hippodrome de Rome. Considérant l'importance de ses dimensions et la richesse de son histoire par rapport à la douzaine de cirques de Rome, il est souvent appelé simplement « Circus » par les auteurs antiques. Plus grand édifice public de la Rome antique, il est principalement dédié aux courses de chars mais il peut également être utilisé pour d'autres types de spectacles ou lors des processions triomphales, surtout à partir du règne de Trajan.
De nos jours, il se trouve dans le rione de Ripa et reste le théâtre de grands rassemblements lors de festivals, de concerts, ou d'autres grands événements.

## Localisation
Le cirque Maxime occupe quasiment tout l'espace de la vallée Murcia, dépression située entre le Palatin et l'Aventin. Il s'étend du forum Boarium au nord-ouest à la porte Capène au sud-est.

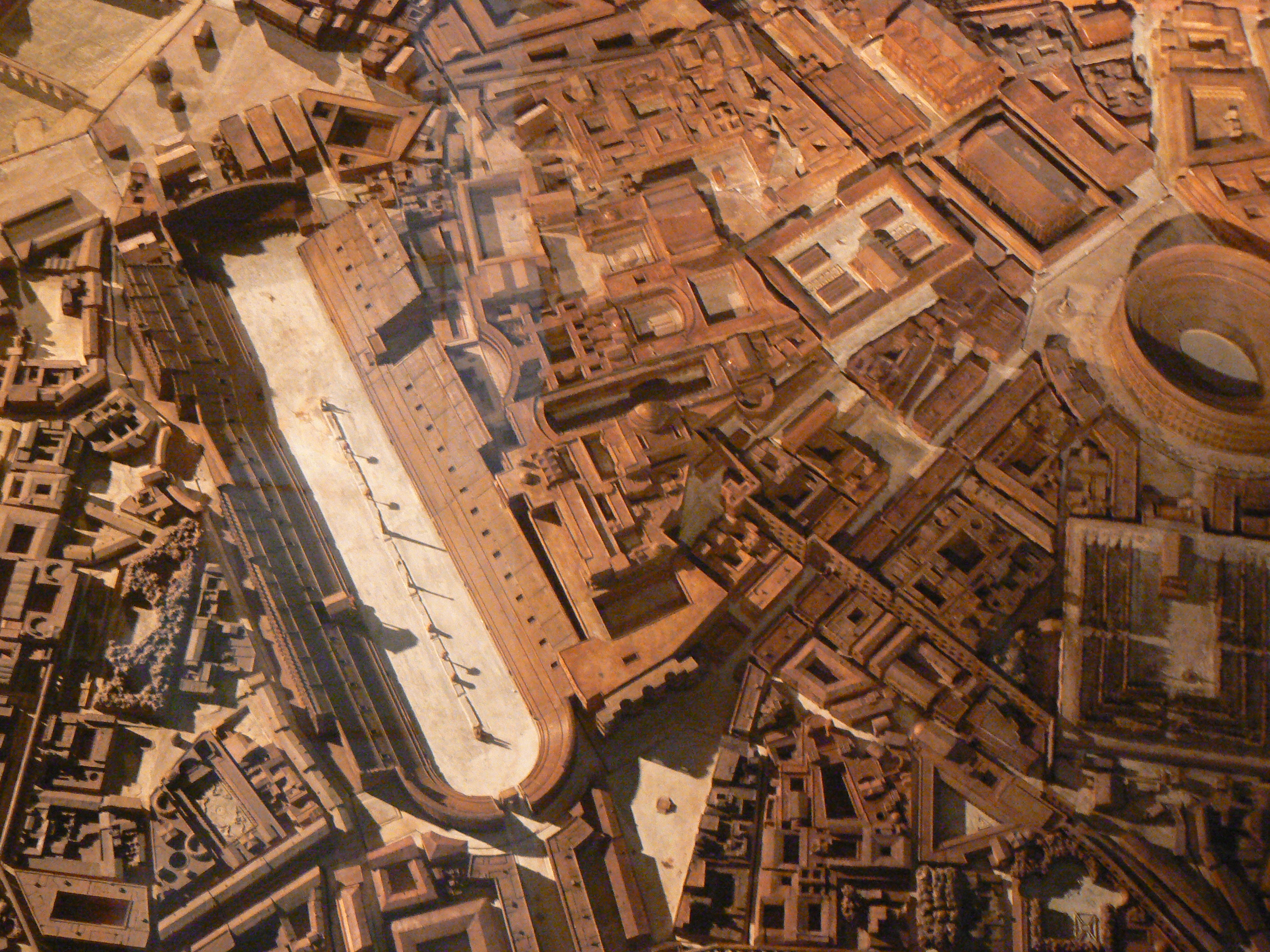
Représentation du cirque issue du Plan de Rome, plan-relief réalisé par Paul Bigot au XXe siècle.
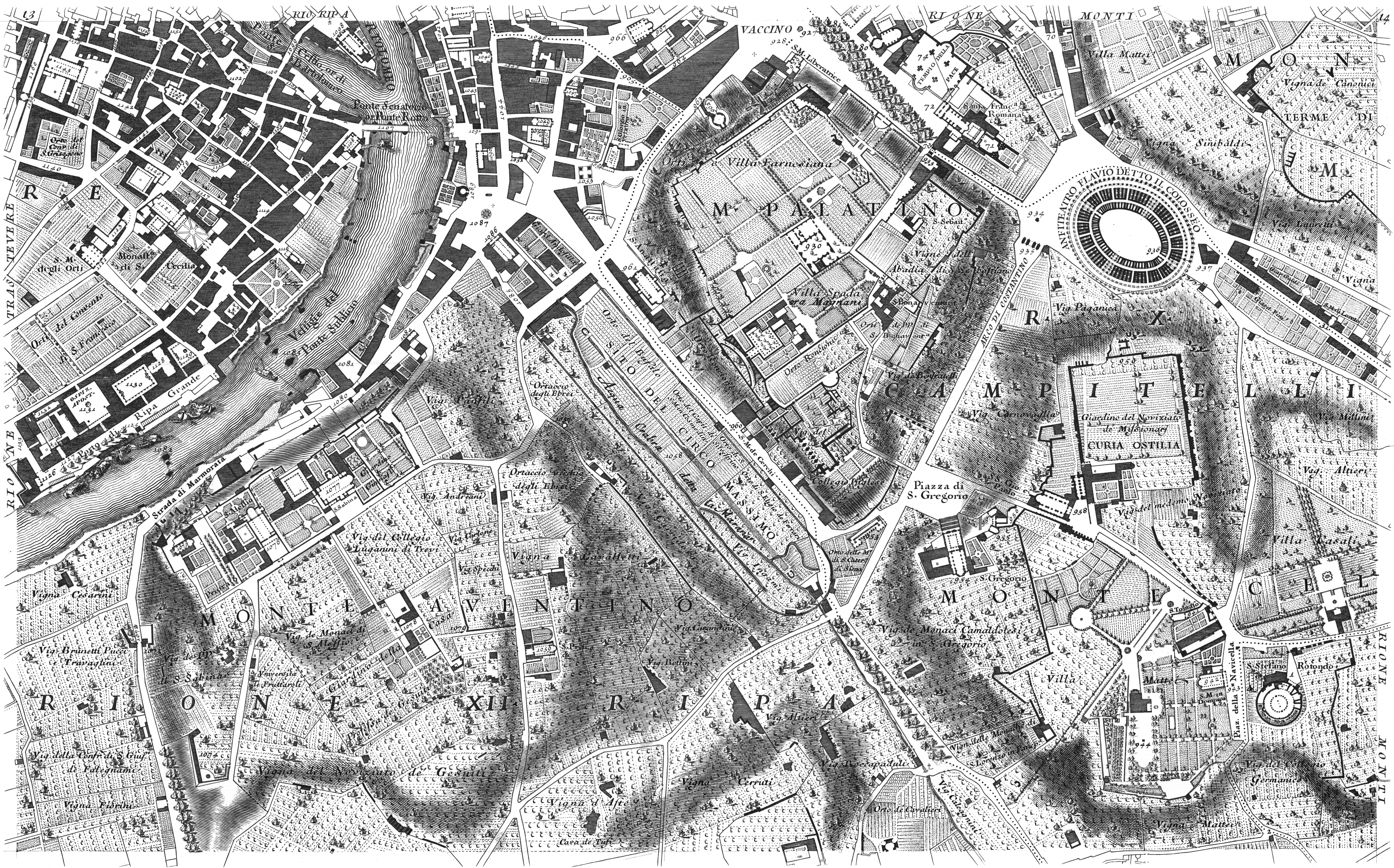
Représentation du cirque issue d'un grand plan de Rome conçu par Giambattista Nolli et publié en 1748.

## Histoire

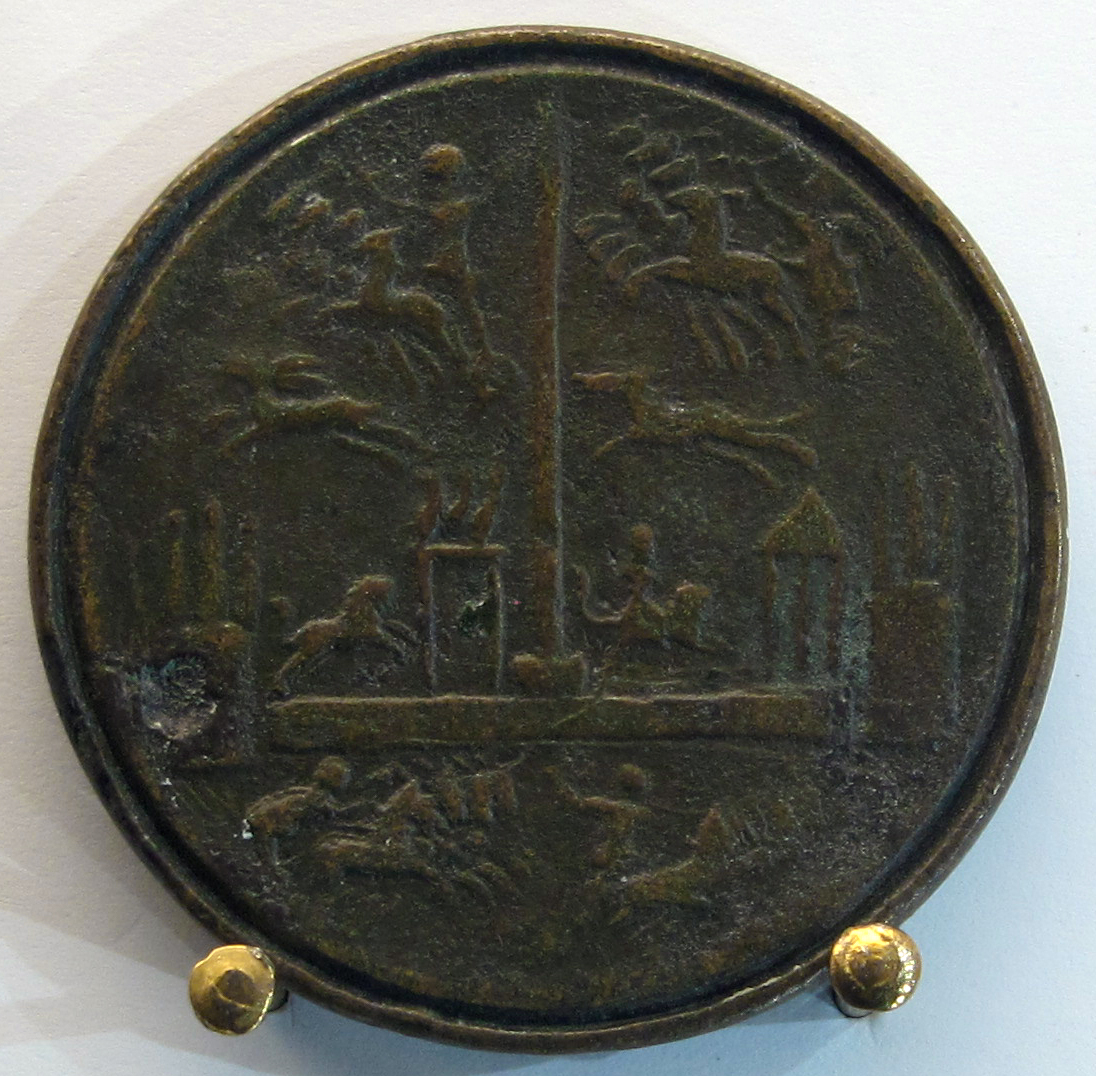
Médaillon d'époque néronienne où figurent la spina du cirque Maxime avec, en dessous, des quadriges, et au-dessus, un lièvre pourchassé par un chien.

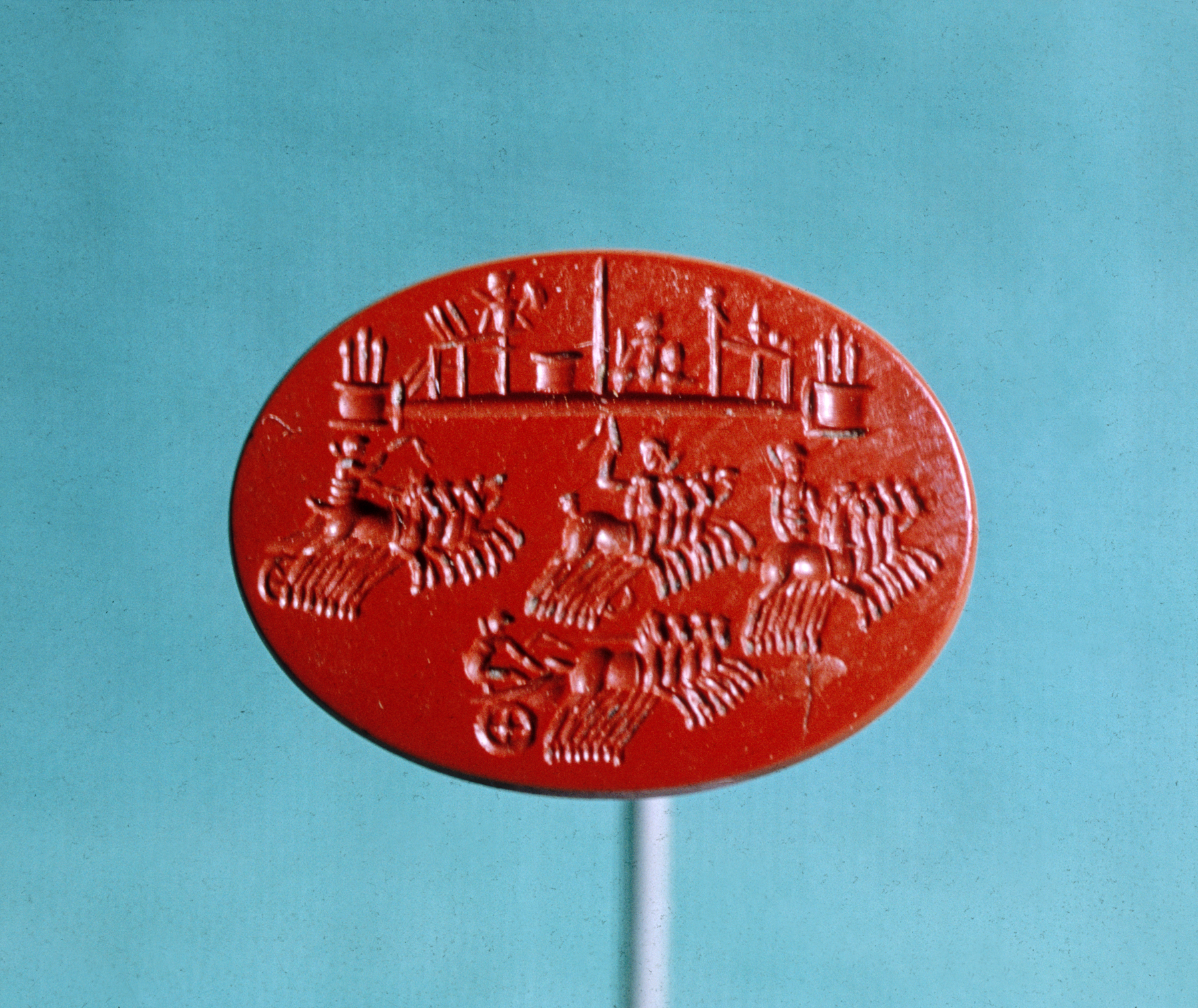
Représentation d'une course de chars dans un cirque, intaille du II.

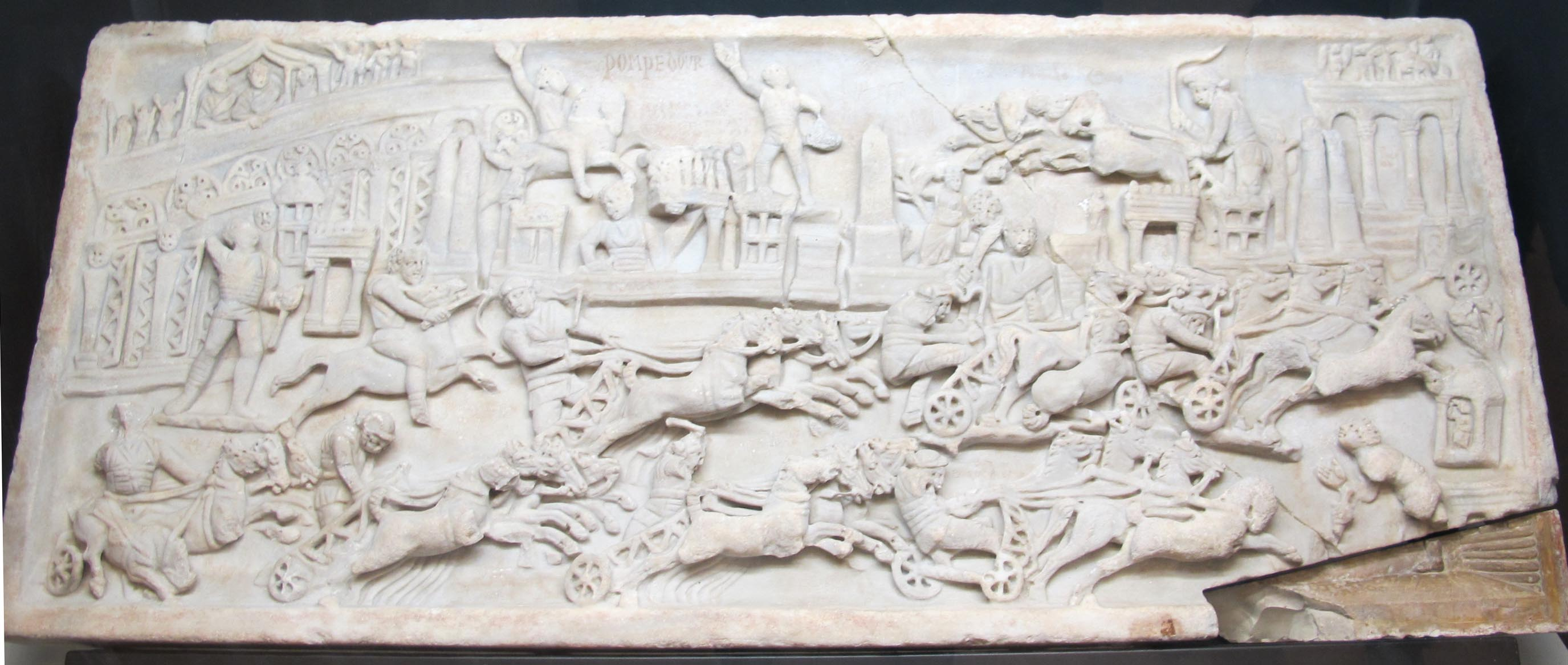
Bas-relief représentant une course de quadriges dans le cirque Maxime,.

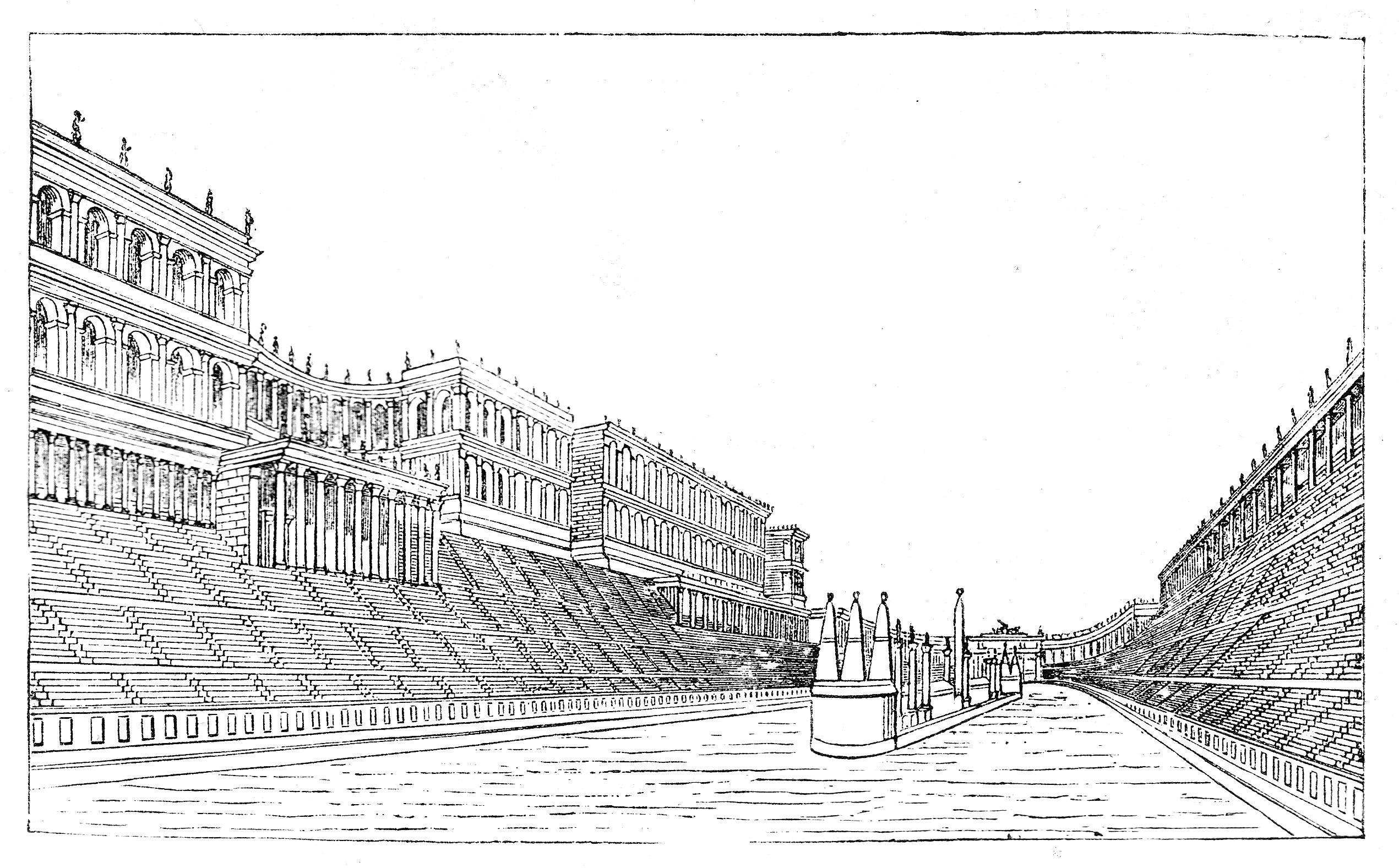
Proposition de restitution de l'intérieur du cirque après la reconstruction de Trajan, tirée de l'Illustrerad verldshistoria, 1877.

### Antiquité

#### VIesiècleav. J.-C.: premiers aménagements de la Murcia
La tradition romaine attribue la fondation du cirque à Tarquin l'Ancien, en 599 av. J.-C., avec les premiers travaux d'aménagement,. Son emplacement correspond au site où, à l'époque de Romulus, se seraient déroulés, en l'honneur du dieu Consus, les rites et les premiers jeux sacrés, appelés Consualia, comprenant des courses équestres. C'est au cours de l'un d'eux que serait survenu l'enlèvement des Sabines, qui devait, selon la légende, permettre aux Romains d'accroître leur population,. À l'époque des rois étrusques de Rome, cet espace était consacré à la célébration des premiers jeux romains (Ludi Romani) et aux divertissements publics, tels que les courses attelées ou montées. La forme de la vallée, longue de 600 mètres et large de 150 mètres, s'y prête bien. Ce n'est encore qu'une vaste esplanade libre de constructions, à laquelle le roi Tarquin le Superbe ajoute des gradins en bois et disposés de façon discontinue.
À la fin du IVe siècle av. J.-C. apparaissent les premières structures permanentes ; il faut attendre à  la fin du Ier siècle av. J.-C., les travaux de Jules César, puis Auguste, pour que l'édifice adopte sa forme définitive de cirque romain,.

#### IVe–IIesiècleav. J.-C.: premières structures permanentes
En 329 av. J.-C., sous la République romaine, le cirque est équipé de structures permanentes en bois, comprenant les carceres, douze stalles de départ peintes de couleurs vives,, et des tribunes,. La spina a probablement été construite de manière permanente peu de temps après, encadrée de deux metae, « bornes »,  à ses extrémités, et ornée de statues, dont une de la déesse Pollentia : sa présence est attestée en 186 av. J.-C.

« Aux jeux romains, célébrés cette même année par Publius Cornelius Cethegus et Aulus Postumius Albinus, un mât du cirque qui avait été mal fixé en terre tomba sur la statue de la déesse Pollentia et la renversa. Les sénateurs, alarmés de cet accident, décidèrent qu'on prolongerait d'un jour la célébration des jeux et qu'on remplacerait la statue par deux statues nouvelles, dont l'une serait dorée. »

— Tite-Live, Histoire romaine, XXXIX, 7, 8-9
La construction de la spina a nécessité la canalisation et la couverture d'un cours d'eau, qui provenait d'un marécage plus tard occupé par le Colisée, suivait la vallée entre Cælius et Palatin, puis la vallée de la Murcia (entre Palatin et Aventin), et se jetait dans le Tibre une centaine de mètres en aval de la Cloaca Maxima. Son cours dans un fossé (euripus) est aménagé en égout (cloaca).
Au IIe siècle av. J.-C., le cirque est utilisé pour des jeux publics et des festivals influencés par les Grecs. En 196 av. J.-C., le consul Lucius Stertinius fait ériger un fornix, ancêtre de l'arc de triomphe. En 191 av. J.-C., un temple dédié à Iuventas est construit à côté de la piste de course,. En 174 av. J.-C., les censeurs Aulus Postumius Albinus et Quintus Fulvius Flaccus réaménagent le site. Ils ajoutent de nombreux équipements, font reconstruire les stalles de départ et placent à proximité les ova, sept grandes sculptures de bois en forme d'œufs qui servent de compte-tours pour les concurrents et les spectateurs, et deviennent permanentes,,.
Cette volonté d'agrandir le cirque, après la deuxième guerre punique, est probablement liée à la multiplication des processions triomphales durant cette période.

#### Iersiècleav. J.-C.: réaménagement de Jules César
En 55 av. J.-C., c'est peut-être à l'occasion de la dédicace du temple de Vénus Victrix que Pompée fait combattre dans le cirque 20 éléphants, qui bousculent, malgré les précautions prises, la palissade censée protéger les premiers rangs de spectateurs.

« Sous le second consulat de Pompée, lors de la dédicace du temple de Vénus Victorieuse, vingt éléphants, ou, selon d'autres, dix-sept, combattirent dans le cirque contre des Gétules, qui les attaquaient à coups de javelot. Un d'entre eux excita surtout l'étonnement : les pieds percés de traits, il s'avança se traînant sur les genoux contre ses ennemis, arrachant les boucliers et les jetant en l'air : ces boucliers, qui tournoyaient en retombant, faisaient un grand plaisir aux spectateurs, comme si c'eût été un tour d'adresse et non un effet de la fureur de l'animal. Un autre fait qui surprit aussi, c'est qu'un éléphant fut tué d'un seul coup : un javelot, entrant sous l'œil, atteignit dans la tête les organes vitaux. Tous ensemble ils essayèrent de faire une sortie, non sans jeter beaucoup de désordre parmi le peuple qui entourait les grilles de fer. »

— Pline l'Ancien, Histoire naturelle, VIII, 20, 21
En 46 av. J.-C., Jules César, pour satisfaire la demande populaire, ordonne un réaménagement important du cirque. Il dote la cavea, les trois rangées de gradins, de fauteuils pour tous. Il fait agrandir le cirque, dont les dimensions atteignent finalement 600 mètres de long sur 200 mètres de large pour une capacité maximale estimée par les auteurs antiques à 150 000 spectateurs (une modélisation 3D des années 2000 donne une capacité maximum de 95 000 à 100 000). Il fait reconstruire, à la suite de l'incident survenu sous Pompée, une palissade plus efficace pour la protection des spectateurs, et creuser un deuxième euripus (fossé) entre arène et gradins,.
En 33 av. J.-C., le consul Marcus Vipsanius Agrippa met en place sur la spina sept dauphins de bronze et un deuxième groupe d'ova (compte-tours), mais visible par l'ensemble des spectateurs, car placé au centre de la spina, contrairement au premier groupe d'ova, davantage destiné aux auriges.
Deux ans plus tard, en 31 av. J.-C., une grande partie du cirque est endommagée par un incendie,.

#### Iersiècle: travaux des Julio-claudiens
Tout au long du Ier siècle, le cirque Maxime est en travaux pour modernisation, mais aussi pour réparation des dégâts occasionnés par plusieurs incendies. Auguste achève peut-être les travaux initiés par Jules César,, et fait aussi construire ou restaurer le Pulvinar ad Circum Maximum, tribune du côté du Palatin permettant à la famille impériale d'assister aux spectacles depuis un point de vue privilégié,. Plus tard, deux loges spéciales sont aménagées : une pour l'empereur, une pour le mécène finançant les jeux.
Vers 10 av. J.-C., l'empereur Auguste fait ériger le premier obélisque de l'hippodrome, disposé sur la spina et dédié au dieu Sol. Cet obélisque datant du règne de Ramsès II provient d'Héliopolis en Égypte et est aujourd'hui érigé sur la Piazza del Popolo.
En 36 apr. J.-C., la partie du cirque du côté de l'Aventin est détruite dans un nouvel incendie. Les dégâts sont rapidement réparés, et l'aspect du sable de la piste amélioré avec du minium et des pigments verts ou des brisures de mica, pour une  célébration par l'empereur Caligula de ludi circenses en grande pompe.
Au milieu du Ier siècle, l'empereur Claude est le premier à bâtir partiellement les tribunes en pierre. Néron fait condamner l'euripus de César et  construire de nouvelles rangées de places. Il protège les spectateurs des bêtes sauvages par une barre ronde continue en bois couvert d'ivoire, ne laissant pas de prise aux animaux.
En 64, le grand incendie de Rome se déclenche dans les boutiques du Palatin attenantes au cirque, selon Tacite,. Il détruit une bonne partie du cirque, surtout les rangées supérieures des gradins, encore constituées de bois. Le cirque est rapidement restauré, permettant à Néron de l'utiliser lors d'une procession triomphale, quand il revient de Grèce en 68. Gradins et tribunes sont reconstruits entièrement en pierre et marbre.
En 81, le Sénat fait construire un grand arc de triomphe à trois voûtes honorant l'empereur Titus.
À la fin du Ier siècle, l'empereur Domitien fait aménager sa Domus Augustana sur le Mont Palatin, permettant à la famille impériale de regarder les courses depuis le palais. Durant son règne, les deux longs côtés du cirque sont de nouveau endommagés par un incendie.

#### IIesiècle: reconstruction de Trajan
Au début du IIe siècle, après l'incendie à la fin du règne de Domitien, l'empereur Trajan fait reconstruire et agrandir l'édifice. Cinq mille sièges supplémentaires sont ajoutés en réemployant des pierres de la naumachie de Domitien. La cavea est élargie de deux "stades" en recouvrant la rue qui circule entre le cirque et les pentes du Palatin. Les fondations de cette structure ont été mises au jour à la fin du XXe siècle. La loge impériale devient plus spacieuse par la suppression d'un cubiculum utilisé par Domitien comme loge privée, qui lui permettait d'assister aux jeux sans être vu du peuple, mais en profitant de sa ferveur. Trajan transforme aussi l'apparence de toute la façade méridionale du palais impérial donnant sur le cirque, par des travaux beaucoup plus importants que ceux de Domitien. L'ancienne façade rectiligne tournée à l'origine vers le Palatin est entièrement repensée, et prend la forme d'une vaste exèdre à portiques à deux étages tournée vers le cirque. Cette façade est conçue pour que l'empereur puisse observer les courses  directement depuis un point de vue privilégié, mais aussi pour qu'il puisse être vu du peuple. Trajan aurait même projeté de relier les deux monuments par un pont, qui aurait permis d'accéder directement au pulvinar depuis le palais.
Après ces travaux, le cirque semble atteindre sa taille maximale. S'il a acquis sa forme définitive après les travaux de César, Trajan l'a entièrement reconstruit en pierre et transformé en un véritable monument marquant durablement le paysage urbain et la vie sociale romaine. L'empereur a utilisé des matériaux de première qualité, avec une profusion de bronzes dorés et de marbres colorés, symboles de son pouvoir et de l'étendue de son empire.
Au milieu du IIe siècle et au tournant du IVe siècle, le cirque semble avoir été touché par deux importants effondrements sous les règnes d'Antonin le Pieux et de Dioclétien, provoquant de nombreuses victimes parmi les spectateurs.

### Antiquité tardive
Au début du IVe siècle, l'empereur Constantin Ier fait restaurer le cirque avec magnificence, et prépare un emplacement sur la spina pour un nouvel obélisque prélevé à Karnak en Égypte et arrivé à Rome en 323. En 354, après la multiplication des ludi, 109 jours sont désormais consacrés chaque année aux compétitions sportives à Rome, dont 62 pour les seules courses de chars avec 20 à 24 courses chaque jour. En mai 357, l'empereur Constance II reprend le projet de Constantin Ier d'élever un deuxième obélisque sur la spina. Ce second obélisque est un monolithe de 33 mètres, le plus grand de Rome, haut comme un immeuble de 10 étages. Il a été taillé dans du granite rose de Syène (Assouan) sous le règne de Thoutmôsis IV entre 1401 et 1390 av. J.-C. Il est aujourd'hui connu sous le nom d'obélisque du Latran, car il fut réérigé sur la Place Saint-Jean-de-Latran au XVIe siècle (voir ci-dessous).

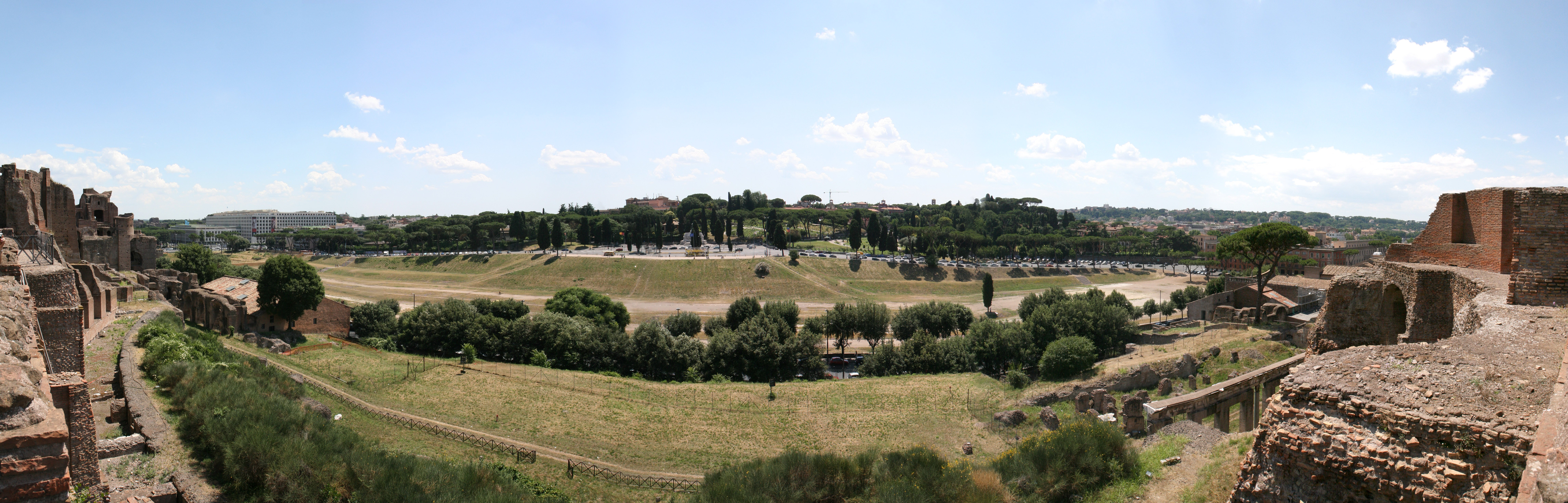
Vue du cirque Maxime depuis la Domus Augustana sur le Mont Palatin.

### Moyen Âge
En 549 a lieu la dernière course, sous le règne du roi ostrogoth Totila, après laquelle le cirque Maxime est laissé à l'abandon et tombe en ruines. Au Moyen Âge, les pierres et les marbres des gradins et tribunes sont réemployés dans la construction de divers palais et églises.

### Renaissance
En 1587, sous le pontificat de Sixte-Quint, pape bâtisseur, l'obélisque de Constance II est déplacé en ses trois sections pour être transporté et réassemblé en 1588 sur la place Saint-Jean-de-Latran où il se trouve toujours. En 1589, l'obélisque d'Auguste est à son tour transporté vers la Piazza del Popolo, dont il occupe le centre. Après la Renaissance, il ne subsiste presque plus rien des structures de l'ancienne construction, mais néanmoins l'espace gazonné, avec l'emplacement de la spina en son milieu, reste parfaitement délimité, constituant l'une des principales promenades en plein air de Rome, entre le mont Palatin et le mont Aventin.

### Vestiges archéologiques
Il ne demeure aujourd'hui de l'édifice que des éléments de maçonnerie, avec une petite partie des tribunes à l'extrémité orientale du cirque, et une large étendue qui s'étend sur tout son emplacement et qui permet de se faire une idée précise des dimensions et de l'orientation du monument. Des fouilles à cette extrémité orientale de l'ancien bâtiment ont exhumé récemment[Quand ?] les vestiges d'anciennes échoppes[réf. nécessaire], une voie pavée a été dégagée, et des escaliers menant aux gradins ont été restaurés. Les deux obélisques existent toujours aujourd'hui mais ont été déplacés, le premier sur la Piazza del Popolo (obélisque d'Auguste), le deuxième sur la place Saint-Jean-de-Latran (obélisque de Constance II).

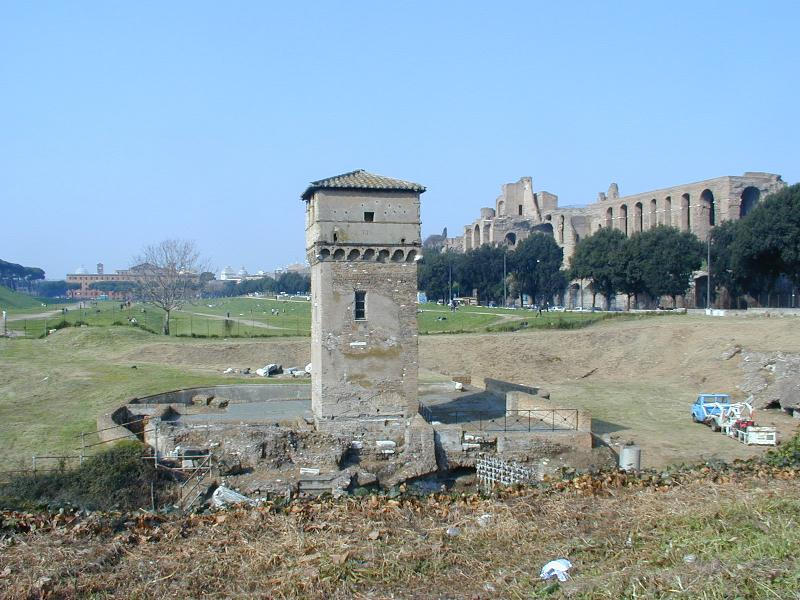
Tour médiévale, la Torre della Moletta, située à l'extrémité orientale du cirque Maxime.
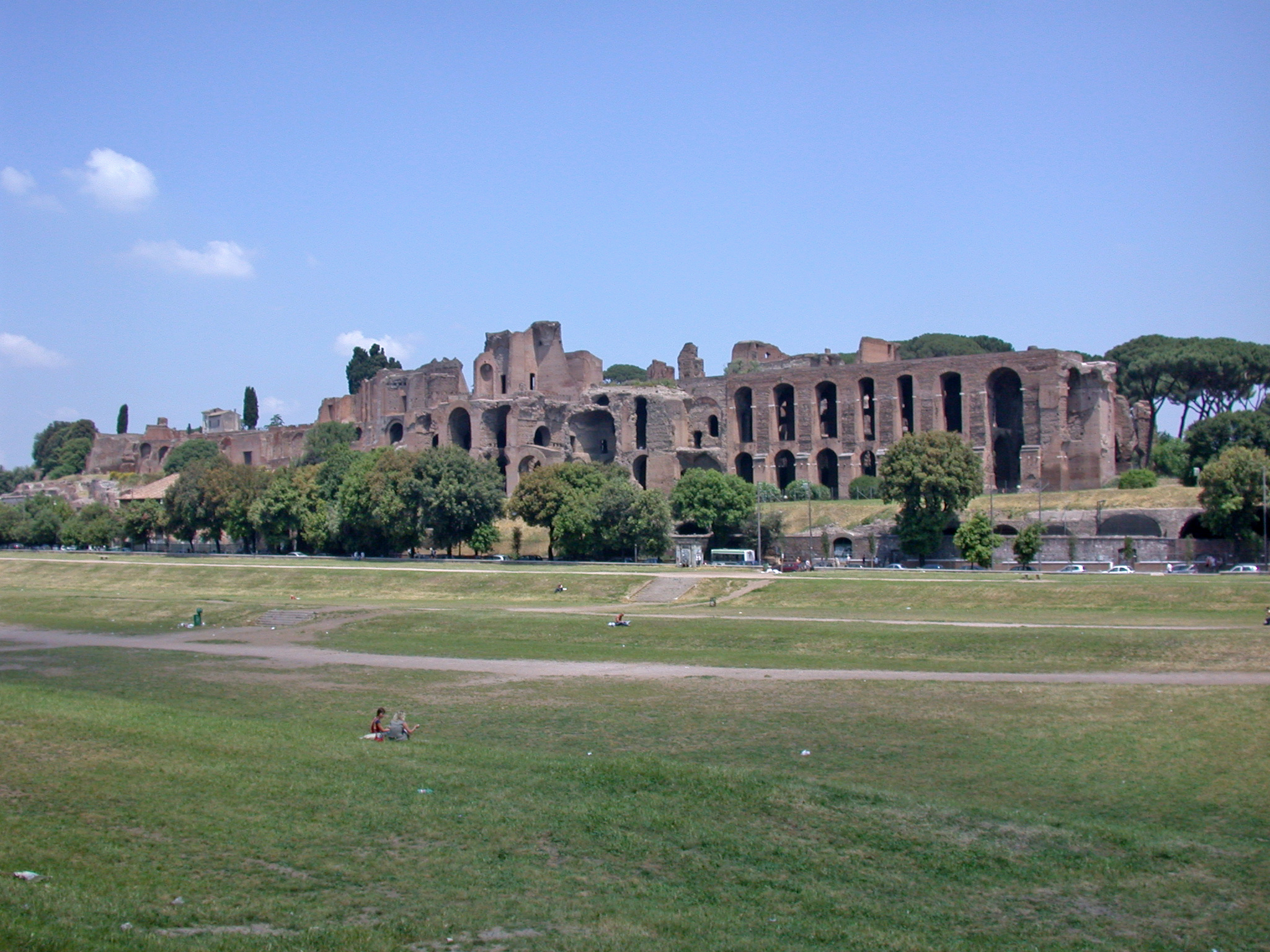
Le cirque avec les ruines de la Domus Augustana en arrière-plan.
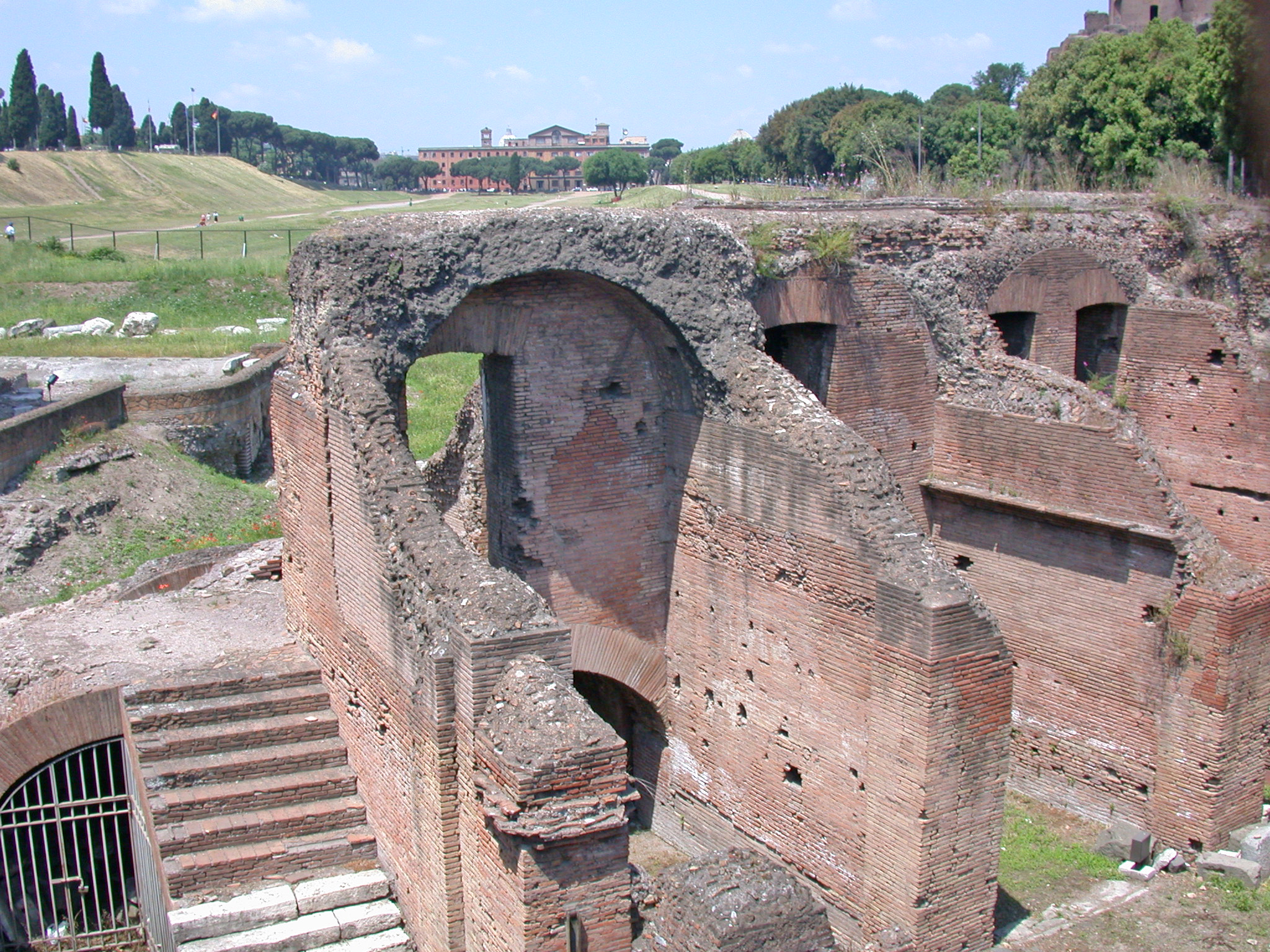
Les derniers vestiges, au sud-est de l'édifice.

#### Jeux du cirque
Le cirque est l'édifice de spectacle choisi pour tous les ludi circenses, surtout les Ludi Romani, du 4 au 19 septembre, et les Ludi Plebei, du 4 au 17 novembre. Les jeux commencent par la pompa, « procession » ou « défilé », qui va du Forum Romanum au cirque Maxime. Le magistrat, les soldats, les auriges (cochers), les danseurs, les musiciens, et les prêtres participent au défilé. Les prêtres déposent les statues des dieux sur le pulvinar (littéralement, « coussin »), une tribune réservée aux dieux et à l'empereur.
Sous la République, les jeux comprennent de la voltige, des danses pyrrhiques (guerrières), des spectacles et courses équestres, des courses de chars, des épreuves athlétiques (course, pugilat, et lutte), des combats de gladiateurs, et des venationes (combats d'animaux); aussi le cirque Maxime est-il longtemps resté le seul cirque de tout l'Empire romain doté d'un fossé entre la piste et les gradins, afin de protéger le public des bêtes sauvages.
Sous l'Empire, avec la construction de l'amphithéâtre de Statilius Taurus, puis surtout celle du Colisée, le cirque n'est plus l'endroit privilégié pour l'organisation d'une bonne part des divertissements qui s'y déroulaient sous la République, comme les combats de gladiateurs, les spectacles de chasse, et les affrontements contre des bêtes sauvages. Toutefois, ce type de spectacle ne disparaît pas totalement du cirque, des représentations continuent d'y être données de temps en temps.

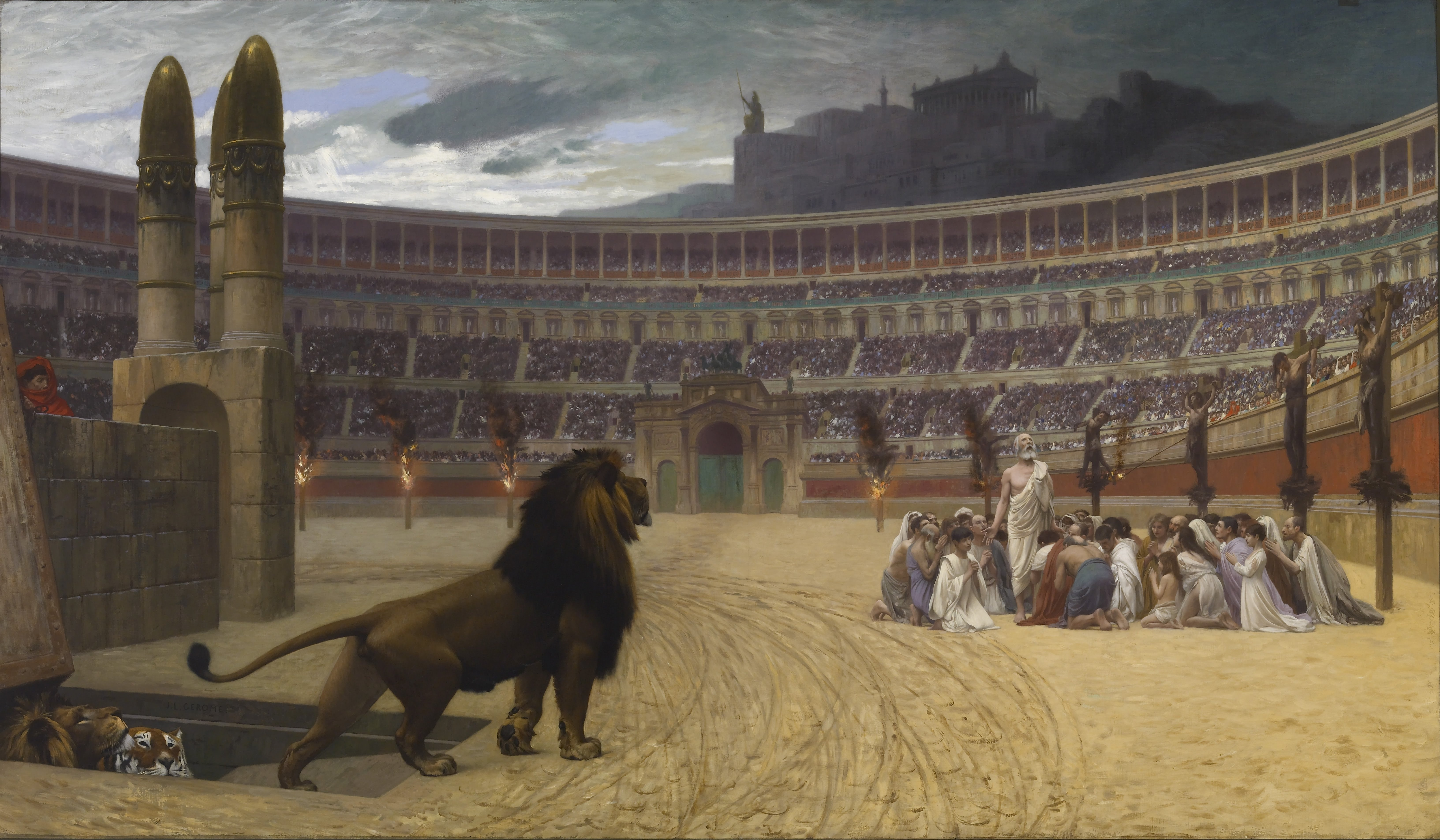
« Le Martyre des premiers chrétiens » de Jean-Léon Gérôme, 1883.
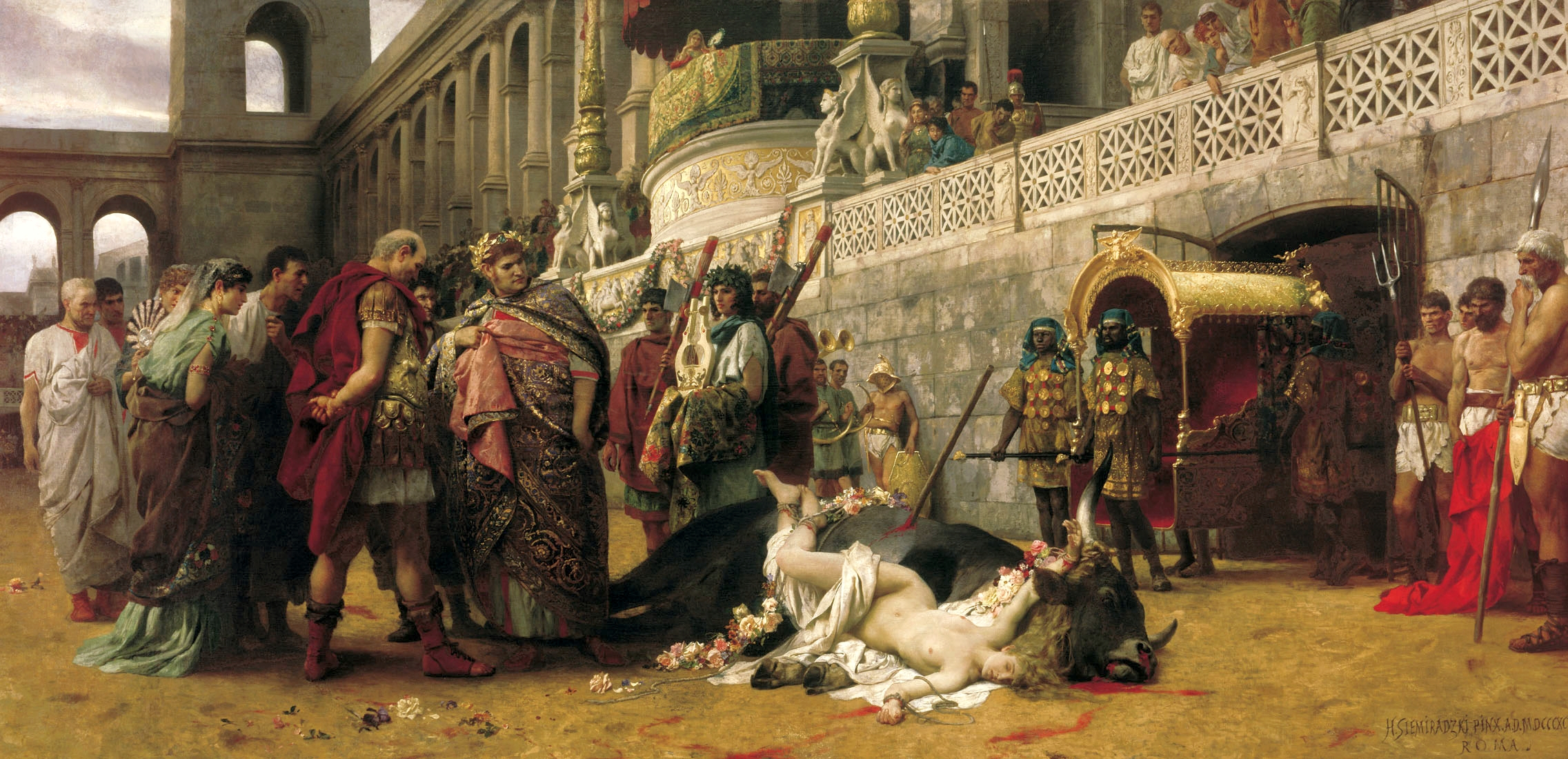
« La mort de Dircé », Henryk Siemiradzki, 1897 : reconstitution de l'épisode mythologique de la mort de Dircé avec une martyre chrétienne.
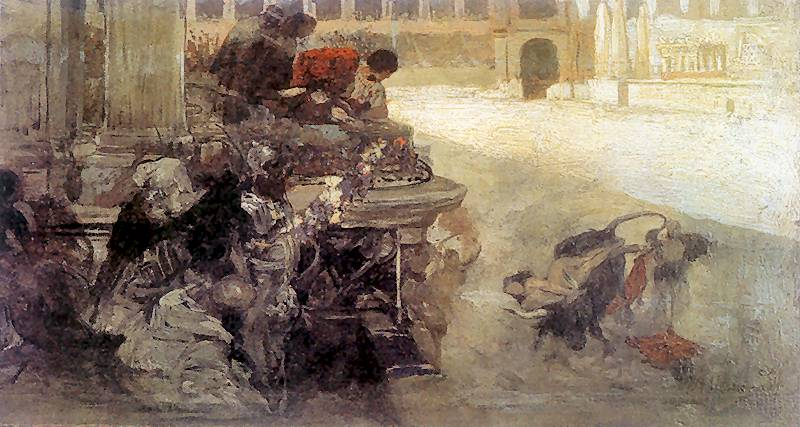
« La mort de Dircé », Henryk Siemiradzki, 1896.

#### Courses de chars
Le départ des courses de chars est donné depuis la tribune, où se tient l'organisateur des courses, située au-dessus des carceres. Ce magistrat donne le signal en lançant une étoffe blanche : la mappa. La course doit faire sept tours de piste, soit environ 7,5 kilomètres. Pour chacune, douze attelages sont au départ dans les stalles. Les chars sont tirés par deux chevaux pour les « biges », quatre pour les « quadriges », et jusqu'à dix pour les « decemjuges ». Les cochers sont souvent des esclaves.
Voici la symbolique de la couleur des quatre équipes de trois attelages :
- Blanc : le peuple : l'air, l'hiver, Jupiter ;
- Vert : l'empereur : la terre, le printemps, Vénus ;
- Rouge : l'opposition : le feu, l'été, Mars ;
- Bleu : l'aristocratie : l'eau, l'automne, Neptune.

La course représente le parcours du soleil ou le trajet du char d'Apollon, d'est en ouest (du lever au coucher de l'astre). Il y a : 
- 12 carceres pour les 12 mois de l'année et les 12 constellations du Zodiaque.
- 7 tours pour les 7 jours de la semaine lunaire en astronomie et les 7 planètes du système de Ptolémée.

Le compte-tours comporte sept dauphins (en souvenir du dauphin qui aurait ramené Apollon de l'île de Plépos à Delphes) ou sept omphales (sculptures en forme d'œufs, probablement de bronze). L'œuf tombé du ciel à Delphes était censé marquer le centre de l'univers.

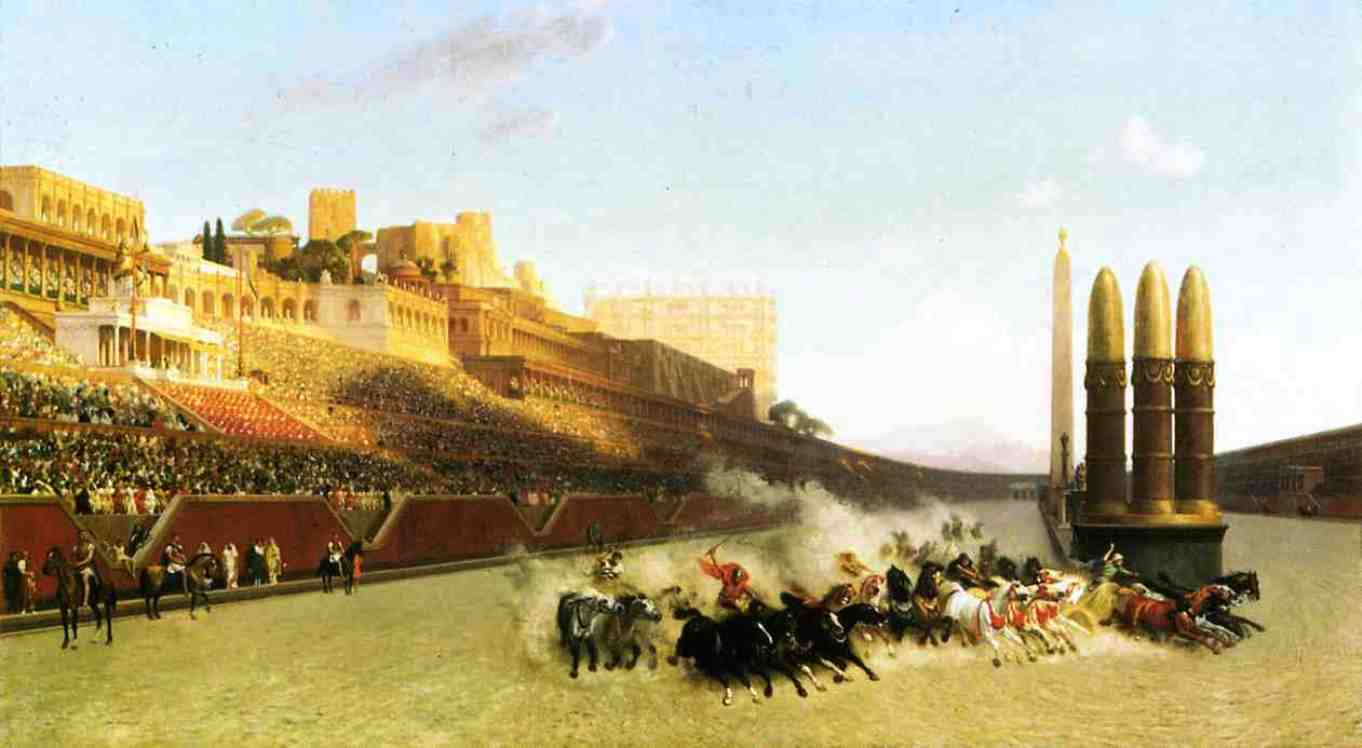
« Course de chars » de Jean-Léon Gérôme, 1876
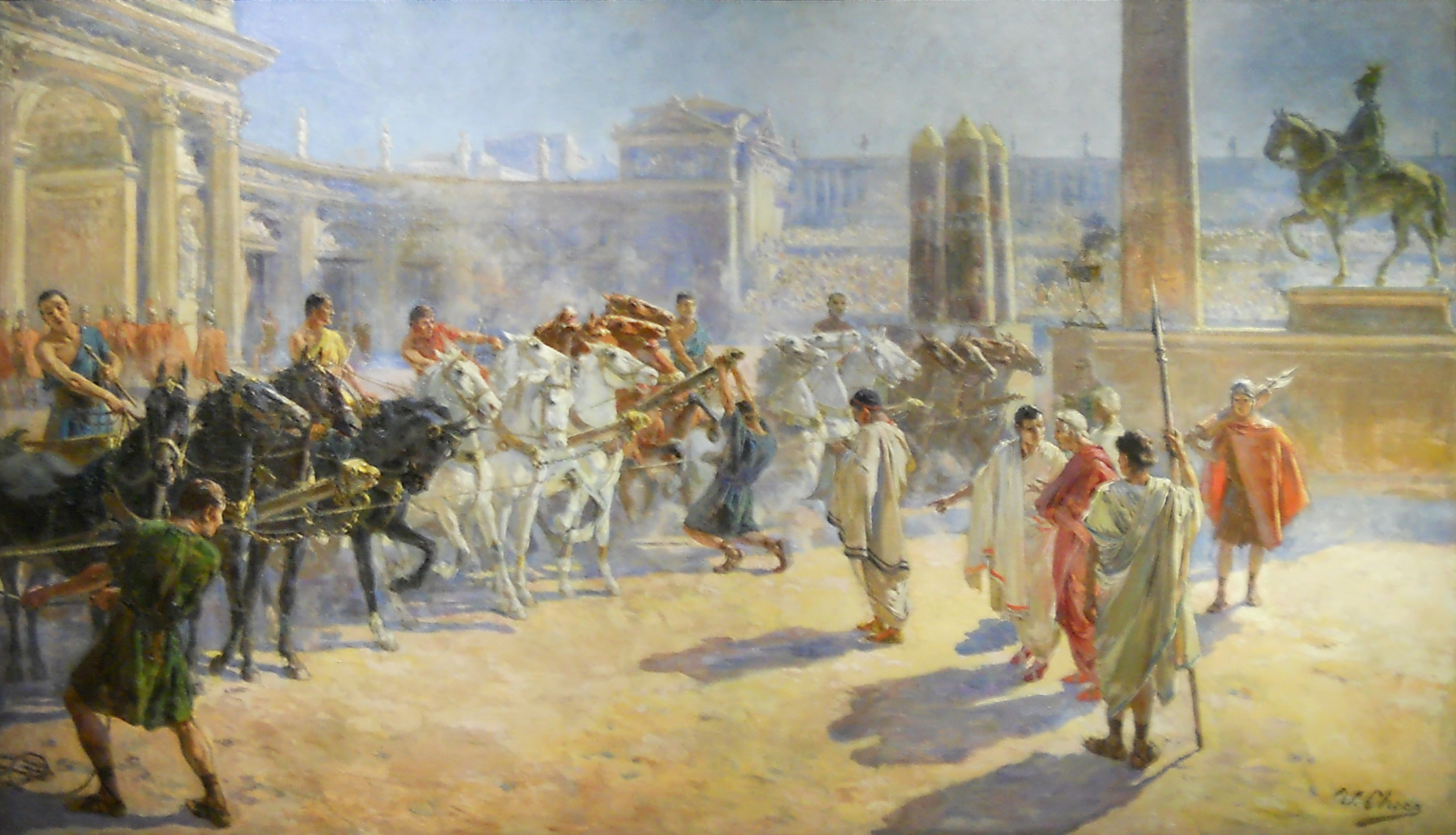
« Alignement pour la course », Ulpiano Checa y Sanz, 1903 : représentation de l'extrémité du cirque du côté des carceres.
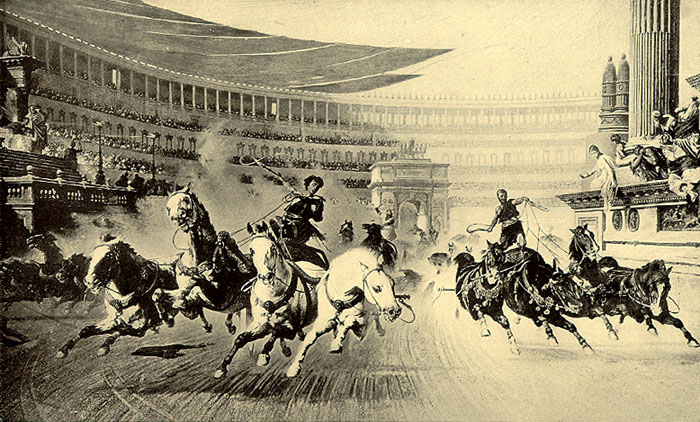
« Course de chars » par Albert Kuhn, 1913.
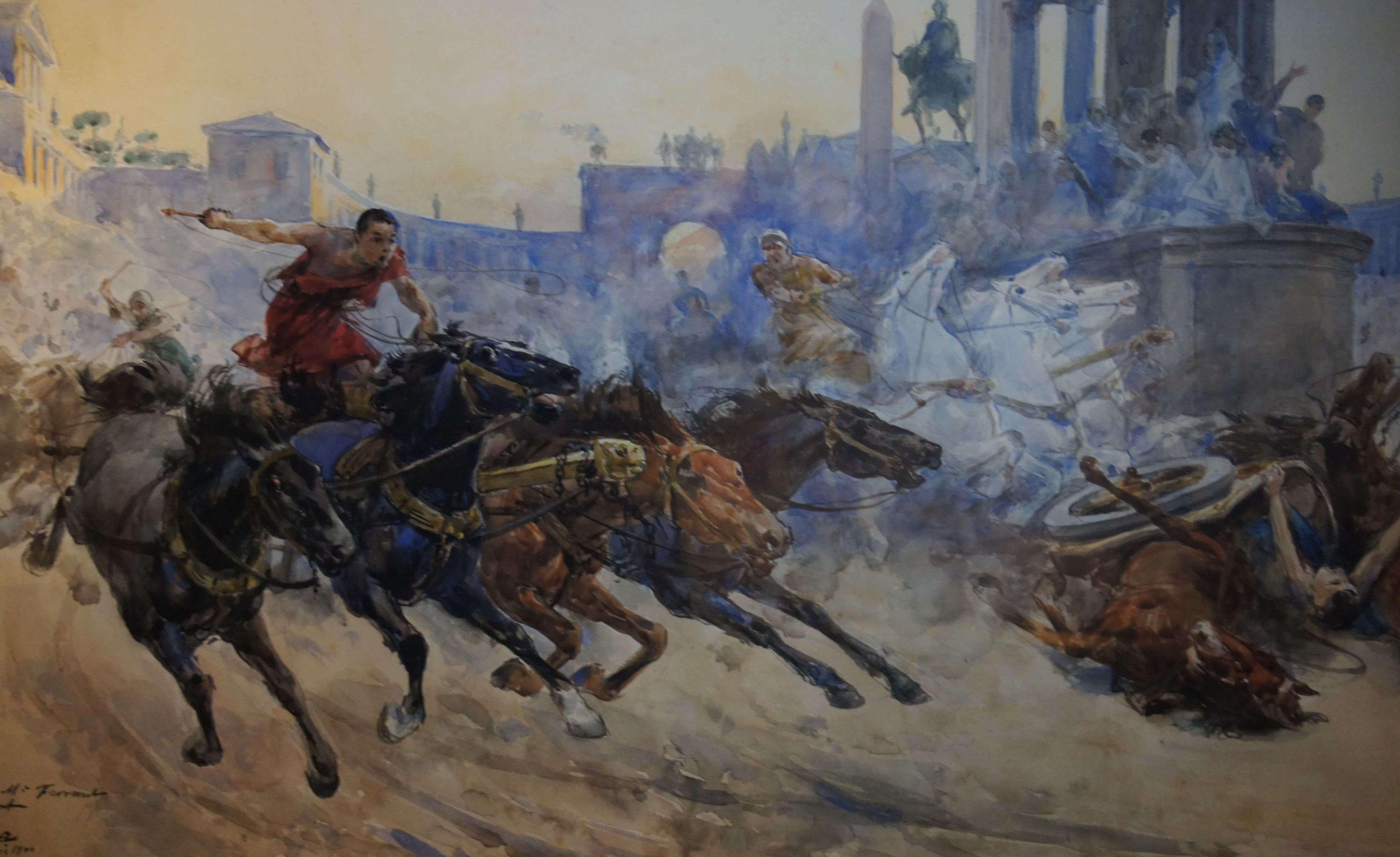
« Course de chars romains », Ulpiano Checa y Sanz, 1890 : les chars négocient le virage près d'une meta.

#### Processions triomphales
Les cérémonies du triomphe constituent un des principaux évènements se déroulant dans le cirque Maxime, même s'il est davantage associé dans l'imaginaire collectif aux jeux et aux courses. C'est un des seuls monuments pour lequel il est certain qu'il était traversé par la voie triomphale, toutefois le trajet précis des processions dans le cirque reste sujet à discussion. Pour certains, les processions n'ont pas pu traverser le cirque dans sa longueur depuis les carceres jusqu'à l'extrémité circulaire, étant donné la différence de niveau avec la route au sud, qui nécessite quelques marches, empêchant le passage des véhicules à roues. Selon cette hypothèse, les processions devaient entrer et sortir par la porte des carceres, faisant tout le tour de l'arène. Les spectateurs des deux côtés pouvaient alors profiter pleinement du spectacle tandis que la procession longeait la spina d'un côté, puis de l'autre.
Toutefois, les ingénieurs romains avaient certainement les moyens techniques pour construire une rampe éphémère permettant de franchir des escaliers. Les processions pouvaient donc quitter le cirque en passant sous l'arc de triomphe de Titus à trois baies dont c'est la fonction. Une fois passé l'arc, elles se dirigeaient vers le nord-est pour suivre la Via Triumphalis jusqu'au Colisée et à la Via Sacra.

### Usage moderne
La vallée herbeuse que forme aujourd'hui le cirque Maxime est utilisée pour de grands événements tels que des concerts (avec jusqu'à 500 000 spectateurs pour celui de Genesis le 14 juillet 2007), des rassemblements populaires comme la célébration de la victoire de l'Italie à la coupe du monde de football de 2006 (avec un million de personnes), ou encore des séances de cinéma géant en plein air.

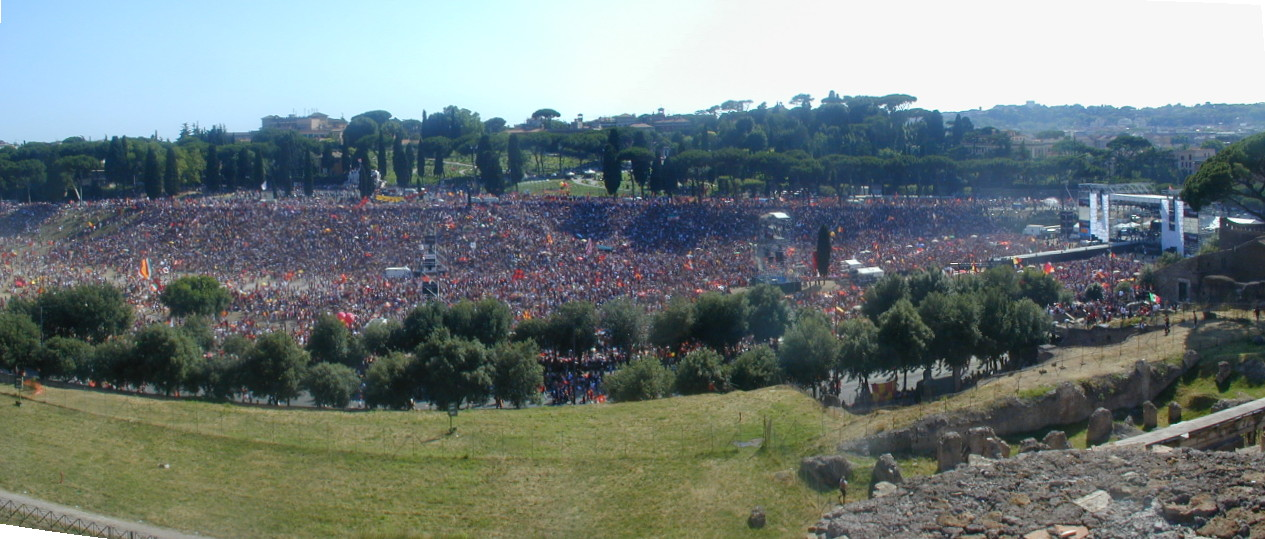
Fête pour le titre de champion d'Italie de l'Association sportive Rome, le 24 juin 2001, avant le concert.
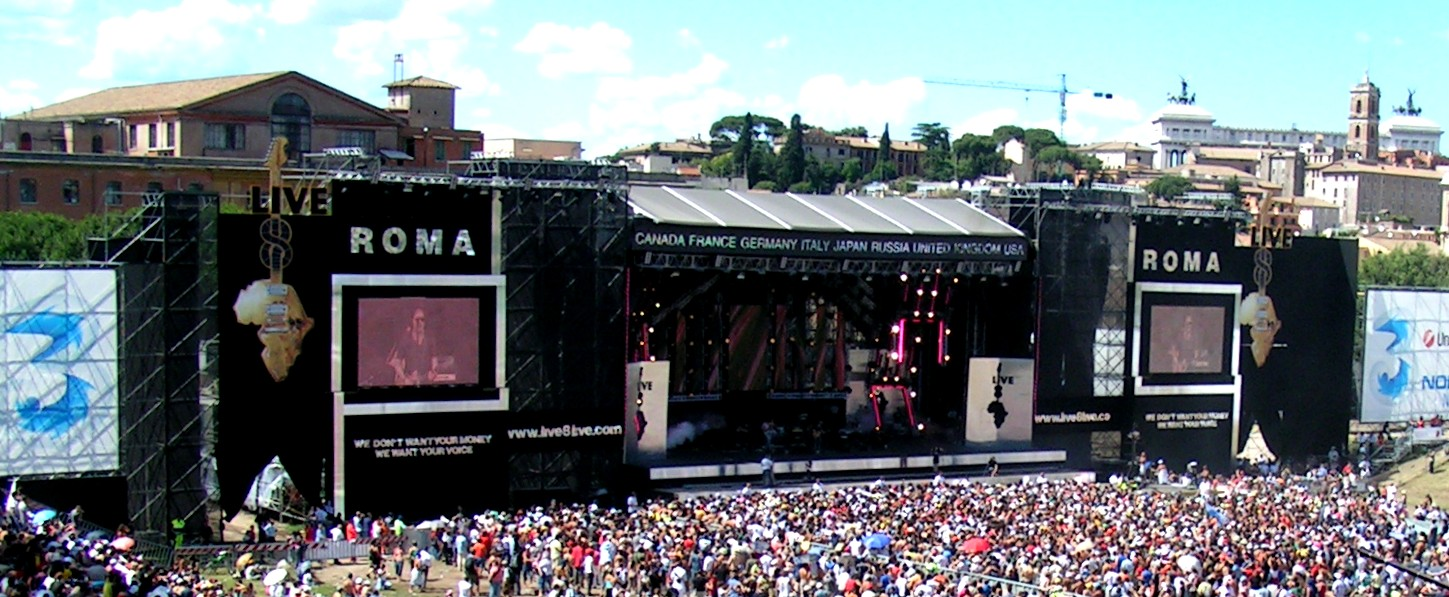
Concert du Live 8 à Rome, dans le cirque Maxime, le 2 juillet 2005.
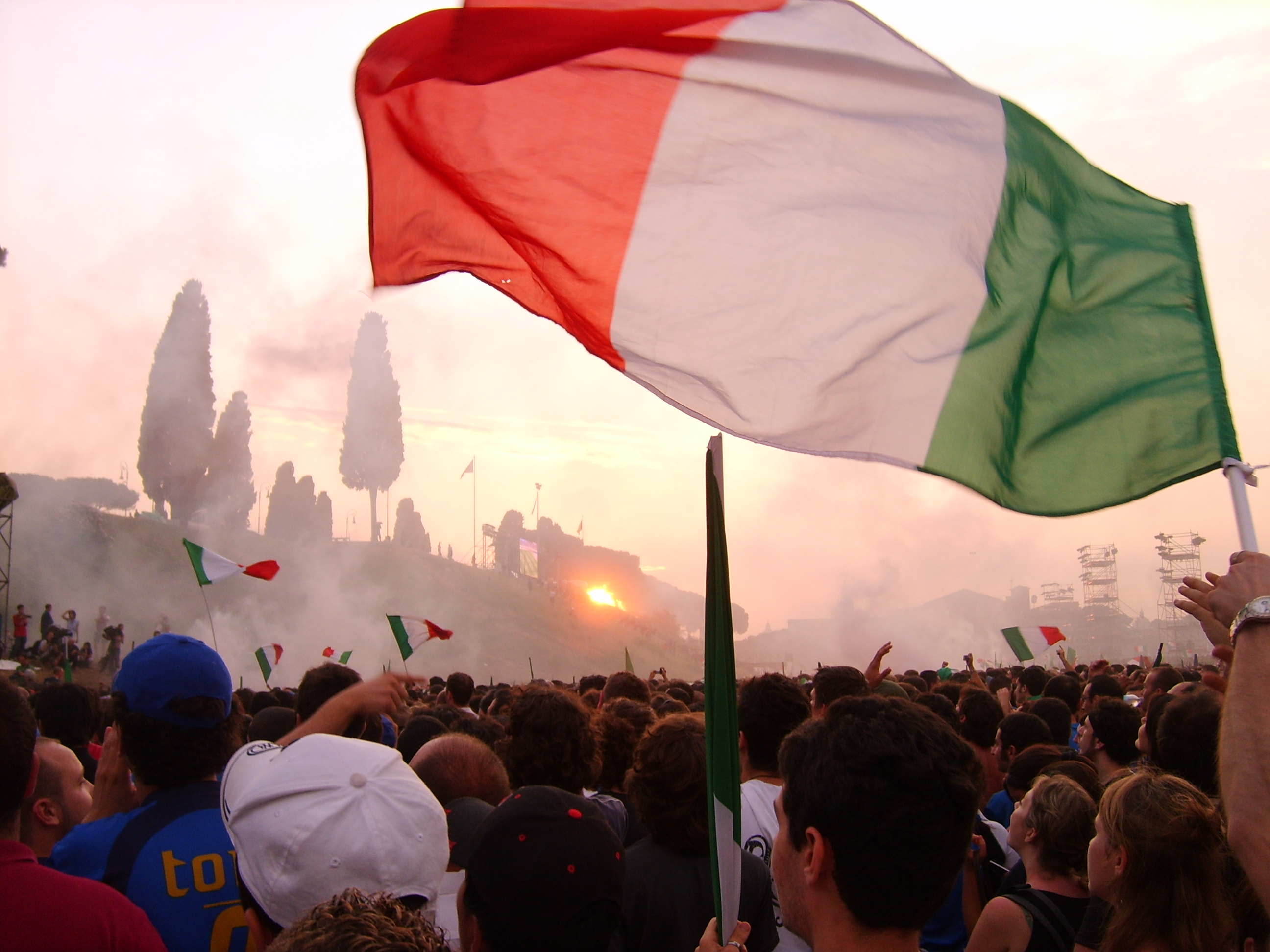
Célébration de la victoire de l'Italie lors de la finale de la coupe du monde de football de 2006.

## Description

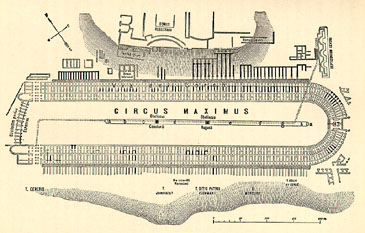
Plan du cirque.

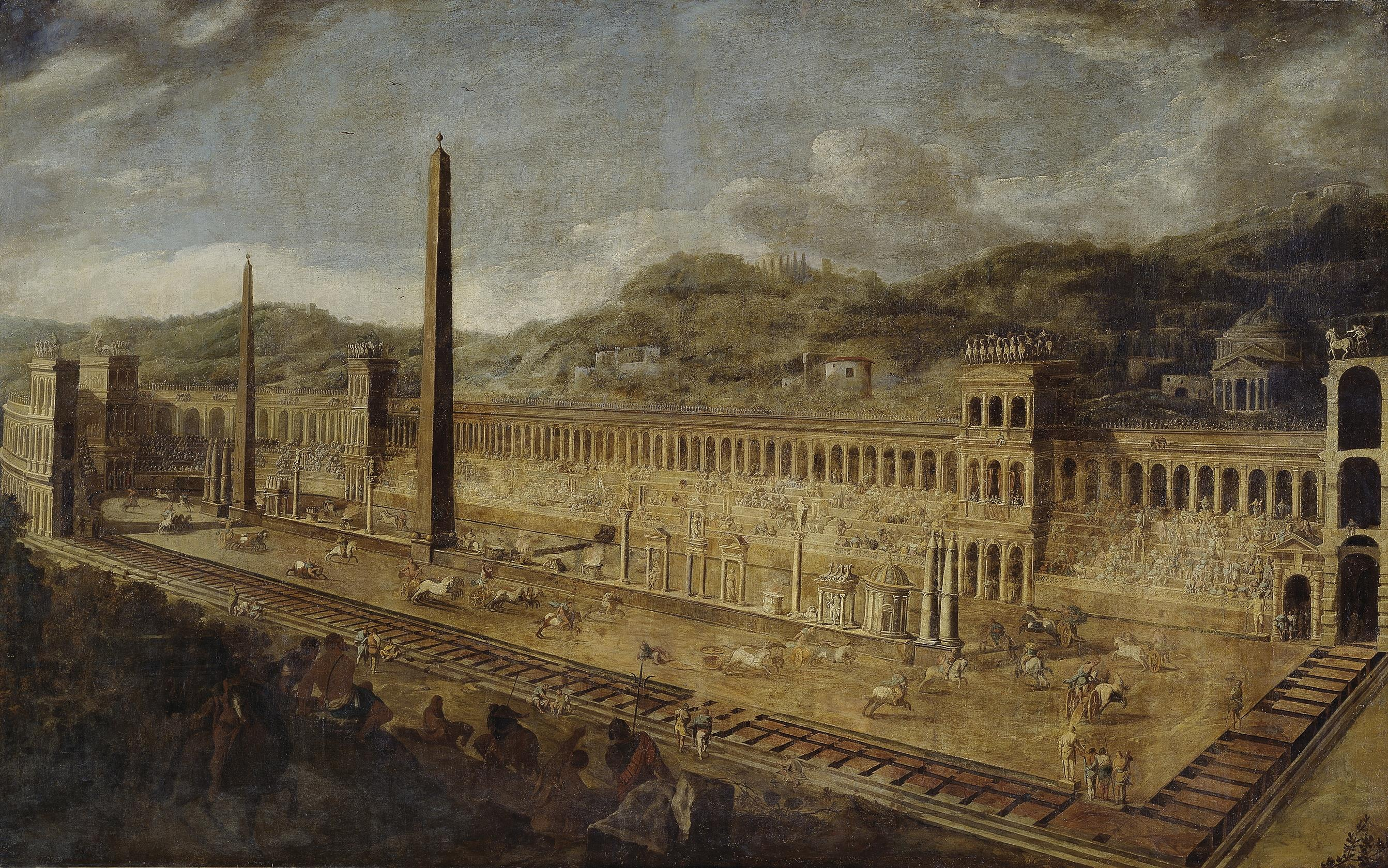
Viviano Codazzi et Micco Spadaro, « Cirque Maxime de Rome », vers 1638.

### Plan, dimensions et capacité

#### Dimensions
Le cirque Maxime s'étend selon un plan très allongé qui finit par occuper presque toute la vallée entre Palatin et Aventin. Denys d'Halicarnasse, en 7 av. J.-C., le décrit comme le plus remarquable des monuments de Rome. Selon lui, après les travaux de Jules César, la longueur du cirque atteint trois stades et demi et la largeur quatre plethra (soit 650 × 125 mètres ou 621 × 118 mètres). Son estimation demeure incertaine et sujette à débat, les chiffres fournis par les auteurs antiques paraissant trop grands. Sous Vespasien, Pline l'Ancien donne une longueur de trois stades (555 mètres) et une largeur d'un stade (185 mètres), soit une superficie de 102 600 mètres2,,. Les vestiges archéologiques permettent d'estimer la longueur totale du cirque dans sa forme la plus tardive à 600 mètres. Si on tient compte de son extension maximale en largeur pouvant atteindre près de 200 mètres, le cirque couvre 120 000 mètres2, superficie équivalente à seize terrains de football. Il atteint des dimensions telles qu'il est nécessaire de mettre au point des systèmes d'amplification acoustique spécialement étudiés pour cet édifice.

#### Capacité
La capacité du cirque Maxime n'a cessé d'augmenter au fur et à mesure de son agrandissement. À la fin du Ier siècle av. J.-C., Denys d'Halicarnasse avance le nombre de 150 000 spectateurs, tandis qu'au milieu du Ier siècle, Pline l'Ancien donne un nombre maximal de 260 000 spectateurs. L'estimation la plus étonnante est fournie par les catalogues régionnaires du IVe siècle, avec une capacité maximale de 385 000 spectateurs. Toutefois, ce nombre pourrait correspondre à une longueur en pieds, soit 385 000 pieds de places assises (114 kilomètres) permettant 200 000 spectateurs, chiffre qui semble plus raisonnable. Selon cette hypothèse et en retenant l'estimation d'un million d'habitants à Rome sous l'Empire, entre un cinquième et un quart de la population pouvait s'asseoir au cirque en même temps.
En réalité sa capacité maximale (au IVe siècle) était de 95 000 à 100 000 spectateurs (soit 1/10e de la population de la Rome impériale), ainsi que le montre une modélisation 3D très précise du cirque réalisée dans les années 2000 par Archéovision, plate-forme technologique 3D de l'Université de Bordeaux III.

### Architecture intérieure

#### L'arène
Dans ses plus grandes dimensions, après les travaux de Trajan, l'arène mesure à elle seule 568 mètres de long. Sa largeur varie, de 75 mètres aux carceres à 84 mètres au début de la spina, pour atteindre 87 mètres à son extrémité orientale. Le côté sud du cirque ne forme pas en effet une ligne droite, mais comprend une légère irrégularité qui commence juste avant la linea alba. Cette particularité, qui se retrouve dans d'autres cirques romains, permet aux concurrents de s'élancer de la même distance de  la ligne d'arrivée, quelle que soit leur stalle de départ,. Entre César et Néron, un canal d'eau large et profond de 3 mètres destiné à éloigner les fauves des spectateurs fait le tour de l'arène sauf à l'extrémité occidentale, où se situent les carceres.

#### Laspinaet l'euripus
À l'origine, la spina est le canal (cloaca) qui sert à capter un ruisseau coulant le long de la vallée Murcia et à drainer ses eaux stagnantes . Elle coupe l'arène en deux dans le sens de sa longueur, déterminant une piste allongée le long de laquelle s'élancent les chars. Elle était bordée d'une margelle surmontée des colonnes sur lesquelles se trouvaient les statues de divinités telles que celle de Pollentia. Là aussi se trouvait possiblement le fornix, l'arche triomphale, de Lucius Stertinius, construite en 196 av. J.-C..
Vers la fin de la République, la spina est reconstruite avec le réaménagement de la cloaca républicaine. Elle prend la forme d'un fossé (euripus), haut d'un mètre au-dessus de la piste, large de 12 mètres, et long de 345 mètres,, que franchissent à intervalles réguliers des ponts et qui est ponctué de petites îles sur lesquelles se dressent des monuments décoratifs variés tels que autels, édicules, obélisques, pavillons et statues. Le canal semble être demeuré partiellement à ciel ouvert.
Sous l'Empire, euripus désigne aussi le bassin où sont placés les dauphins de bronze d'Agrippa. Munis de conduites d'eau, ils forment un groupe statuaire utilisé comme fontaine, et perdent leur fonction de compte-tours. Ce n'est probablement qu'à partir du IIe siècle que la spina prend la forme d'un long mur encadré par deux bornes (metae), décorées, sur leur axe, de colonnes et surmontées de statues.

#### Les obélisques
L'obélisque d'Auguste est érigé vers l'an 10 av. J.-C. sur la spina du cirque Maxime, probablement dans l'axe du temple de Sol ou au centre de la spina, à mi-chemin des deux metae.
Un autre obélisque, celui de Constance II, y sera implanté en 357. Puis les obélisques, tombés ou renversés à des dates inconnues, seront redressés durant la Renaissance, mais en des lieux différents.

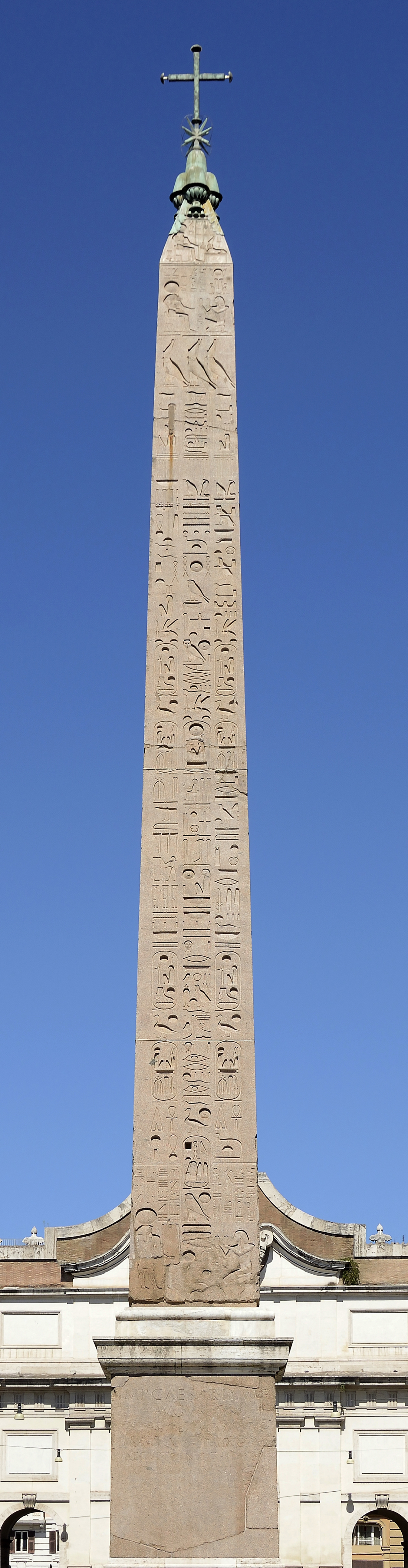
Obélisque d'Auguste, Piazza del Popolo.
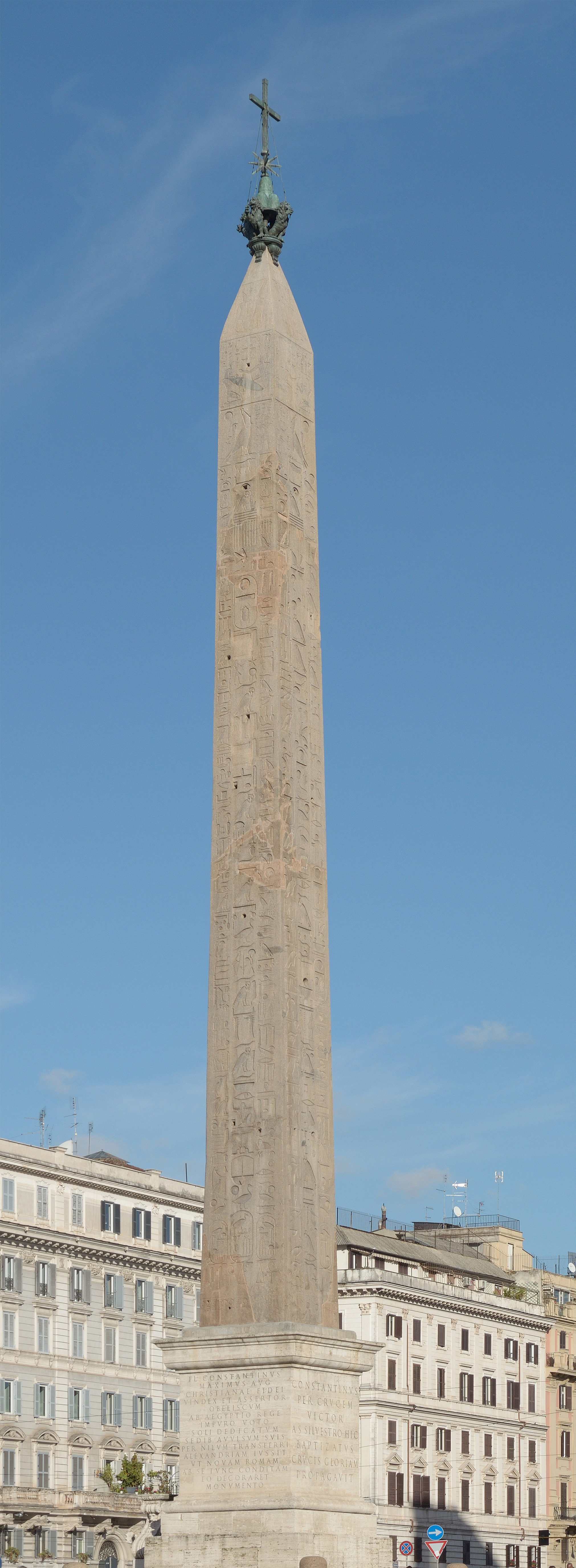
Obélisque de Constance II près de Saint-Jean-de-Latran.

#### Les gradins et lepulvinar
À l'époque royale et au début de la République, les gradins ne devaient être que quelques structures éphémères en bois n'entourant probablement pas tout le champ de course : la plupart des spectateurs se rassemblaient et s'asseyaient sur les pentes des collines avoisinantes.
À partir du IIe siècle av. J.-C., les gradins sont progressivement construits avec des matériaux plus durables. La cavea (l'ensemble des gradins) est alors divisée en trois sections horizontales de sièges, séparées par des couloirs (baltei) et des grilles de fer. Large de 27 mètres, elle peut être considérablement étendue par des constructions établies au-dessus des rues sur les côtés sud et nord, jusqu'à 80 mètres du côté du Palatin par exemple. La première section des gradins, près de l'arène, est en pierre recouverte de marbre par endroits, réservée à l'élite, tandis que les deux autres sections sont en bois. À l'extrémité opposée aux carceres, les gradins suivent la courbure semi-circulaire de la sphendonè du cirque. À I'intérieur de la construction, des voûtes s'adossent à des murs et soutiennent les trois rangées de gradins. De nombreux escaliers (praecinctiones) conduisent, à chaque étage, à une galerie intérieure, d'où partent les escaliers d'entrée et de sortie. À l'étage supérieur, une galerie (ambulatorium).
Sous l'Empire, Auguste a réservé certaines places aux chevaliers et sénateurs, mais l'arrangement reste temporaire et aucune section ne semble être clairement désignée. Ce n'est que sous le règne de Claude qu'une même partie des places est toujours assignée aux sénateurs. Néron fait de même pour les chevaliers et doit combler le canal de protection de César pour construire les nouvelles places au bord de l'arène.
Sous la République, une tribune, sans doute une simple plate-forme en bois protégée par des tentures (vela), est aménagée dans les premières rangées de gradins.
L'empereur Auguste la remplace par une structure en pierre qui prend la forme d'un temple, probablement intégrée dans le premier tiers des gradins à proximité de l'arène, à l'opposé de la ligne d'arrivée et du temple de Sol. Ce pulvinar ad circum Maximum doit accueillir les statues des dieux apportées au cirque lors de la procession rituelle précédant chaque spectacle. Auguste l'utilise parfois pour assister aux jeux, mais il les observe le plus souvent depuis les maisons d'amis établies sur le Palatin ou l'Aventin. Lors de la reconstruction de Trajan, le pulvinar est agrandi et déplacé plus haut dans les gradins : il apparaît sur un fragment de la Forma Urbis.

#### Lescarceres
L'extrémité occidentale du cirque est occupée par les douze stalles de départ ou carceres, mises en place pour éviter les faux-départs. Sous la République, elles sont laissées à ciel ouvert, donnant sur la piste par une façade à arcades. L'entrée est fermée par une double porte en bois maintenue par une corde, retirée au départ de la course et libérant tous les attelages en même temps. D'abord en bois, puis en tuf, les stalles sont construites en marbre à partir du règne de Claude.
Les douze stalles sont disposées le long d'une ligne courbe pour que chaque concurrent ait la même distance à parcourir jusqu'à la linea alba marquant le départ du premier tour. Six carceres sont placées de chaque côté d'une entrée monumentale qui communique avec le Forum Boarium. Au-dessus des stalles se trouve la loge du magistrat présidant les jeux, ornée de statues d'athlètes. L'ensemble est encadré par deux tours à bastions qui valent à cette zone du cirque le surnom d'oppidum.

### Architecture extérieure

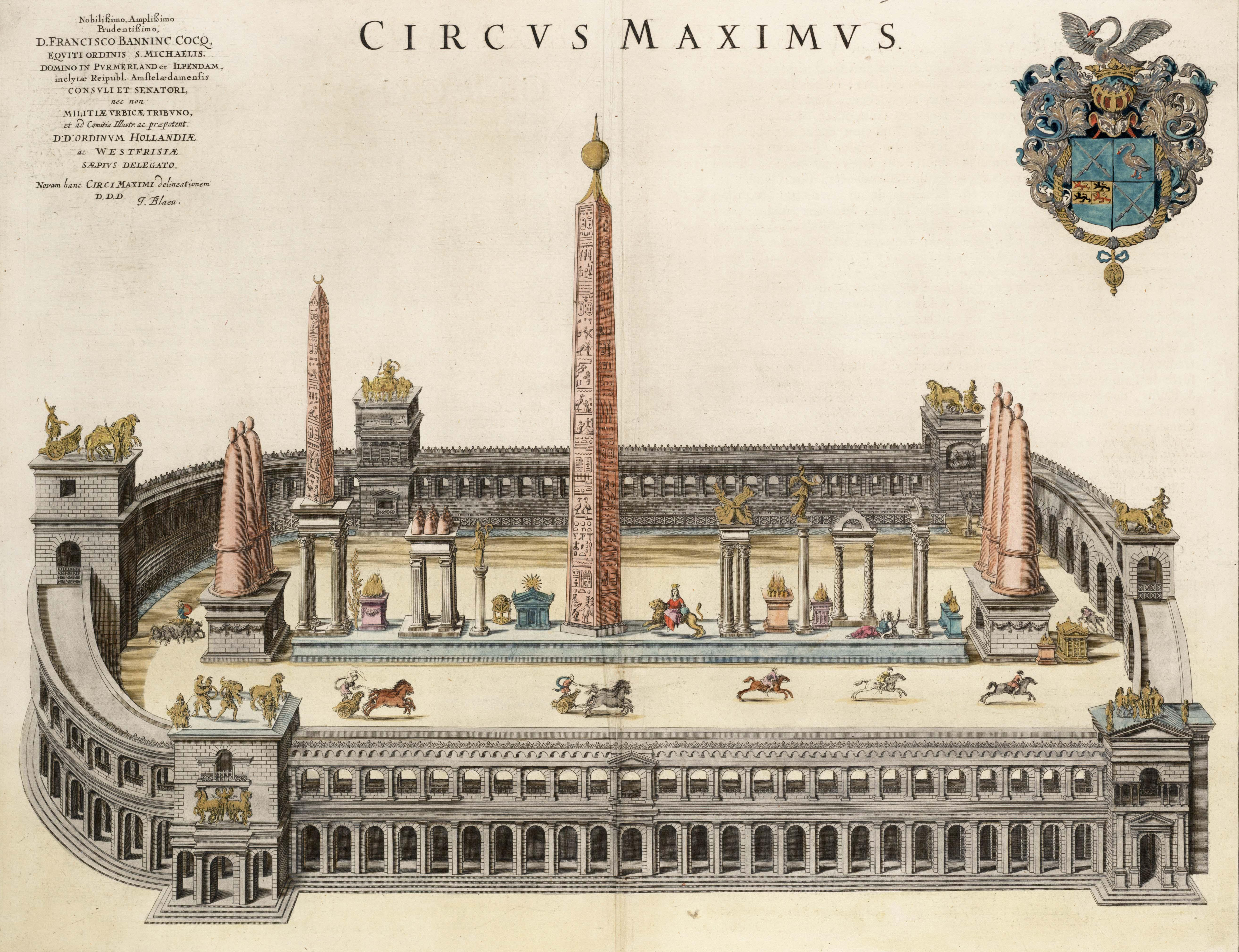
Reconstitution du cirque Maxime d'après les représentations sur les pièces de monnaie antiques, Atlas van Loon, 1649.

#### Les façades
Après les travaux de Jules César, l'édifice est entouré d'une arcade à colonnades à un étage derrière laquelle sont installés des boutiques et des ateliers. Selon les auteurs antiques, on y croise des gens peu recommandables : gardiens de cuisine, astrologues, voyants,, prostituées. Certaines arches donnent accès aux rangs inférieurs des gradins et à des escaliers permettant de rejoindre les rangs supérieurs, orientés pour faciliter la circulation des spectateurs sans que les entrants ne croisent pas les sortants.
Après la reconstruction de Trajan, l'extérieur de l'édifice est construit pour la première fois de façon homogène et imposante. Comme décrites sur des sesterces de Trajan et Caracalla, les façades s'élèvent sur trois étages avec colonnes ou pilastres à demi-engagées de trois ordres, comme pour le théâtre de Marcellus ou le Colisée. Le premier étage, un portique à arcades, est surmonté de deux autres aux murs pleins, ponctués de pilastres et de fenêtres. Les pilastres extérieurs sont en opus quadratum de péperin, probablement recouverts de plaques de marbre. Le reste de la maçonnerie est en tuf recouvert de briques.

#### Les temples associés
Plusieurs temples et sanctuaires ont été construits dans les limites du cirque. Il pourrait s'agir à l'origine de monuments érigés par des généraux victorieux sur le trajet des processions triomphales traversant le cirque. Parmi eux, ceux dédiés à Sol, à Luna, à Mater Deum, et à Iuventas.
Le temple de Sol, à qui l'ensemble du cirque est en fait consacré, se situe dans la ligne des gradins, sur le long côté sud, près de la sphendonè, juste à l'opposé de la ligne d'arrivée, et du Pulvinar ad Circum Maximum. Il pourrait être représenté sur un denarius de Marc Antoine daté de 42 av. J.-C. comme un temple distyle. En 65 apr. J.-C., Tacite le qualifie de « vieux temple »,  vetus aedes.
Le temple de Luna se situe à l'origine au niveau de l'oppidum du cirque, du côté de l'Aventin, avec deux autres temples dédiés à Flora et Cérès, jusqu'à sa destruction dans l'incendie de 64 apr. J.-C. Le culte de Luna est ensuite associé à celui de Sol dans le temple établi sur les gradins.

#### L'autel de Consus
L'autel souterrain dédié à une divinité archaïque est attesté au IIIe siècle av. J.-C. au moment de l'agrandissement du cirque Maxime à l'ensemble de la vallée de la Murcia. Il est alors décrit comme situé « près des bornes murciennes », c'est-à-dire au sud-est de la spina du cirque, où d'autres tombeaux et sanctuaires semblent avoir existé, comme celui dédié à Murcia.

#### LeFornix Stertinii
Au début du IIe siècle av. J.-C., Lucius Stertinius fait ériger un fornix, arc monumental orné de statues dorées. Vu le manque de précision des auteurs antiques, on ne peut situer le monument avec précision. Il est construit en rapport avec le cirque (in Maximo circo),, peut-être en un point plus tard occupé par le centre de l'extrémité semi-circulaire du cirque, mais il a pu aussi être placé sur la spina républicaine, ou à proximité des carceres, du côté du Forum Boarium.

#### L'arc de Vespasien et Titus
Le Sénat romain fait construire entre 80 et 81 apr. J.-C. un arc de triomphe, peut-être pour remplacer l'ancien fornix, au centre de l'extrémité orientale du cirque en demi-cercle (la sphendonè). La nouvelle entrée prend la forme d'un arc à trois baies, commémorant la prise de Jérusalem de l'an 70 et la destruction du second Temple, baptisé « Arcus Titi » ou « Arcus Vespasiani et Titi ». L'inscription de l'arc aurait été recopiée par un pèlerin à Rome et retrouvée dans le document appelé Itinéraire d'Einsiedeln. L'arc apparaît peut-être sur un des deux bas-reliefs du passage central de l'arc de Titus érigé sur la Velia. Il est représenté surmonté d'un double quadrige.

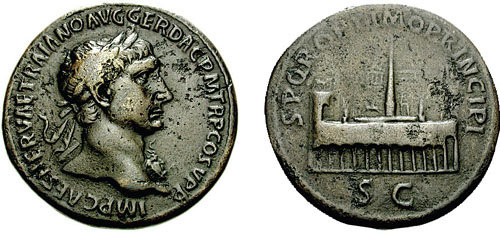
Sesterce de Trajan avec au revers une représentation du cirque Maxime : la spina supportant l'obélisque d'Auguste est flanquée de metae et est entourée d'une arcade à colonnades. Un arc triomphal surmonté d'un quadrige occupe une des extrémités, les carceres occupant l'autre.
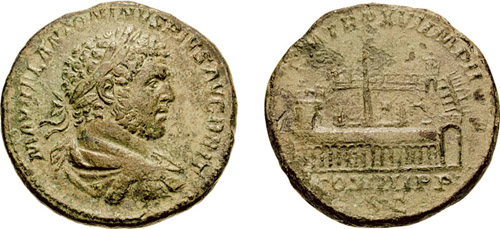
Sesterce de Caracalla avec au revers une vue aérienne d'une course de chars dans le cirque Maxime : les détails architecturaux sont les mêmes que sur le sesterce de Trajan.